# Biserica de lemn din Stâncești, Hunedoara

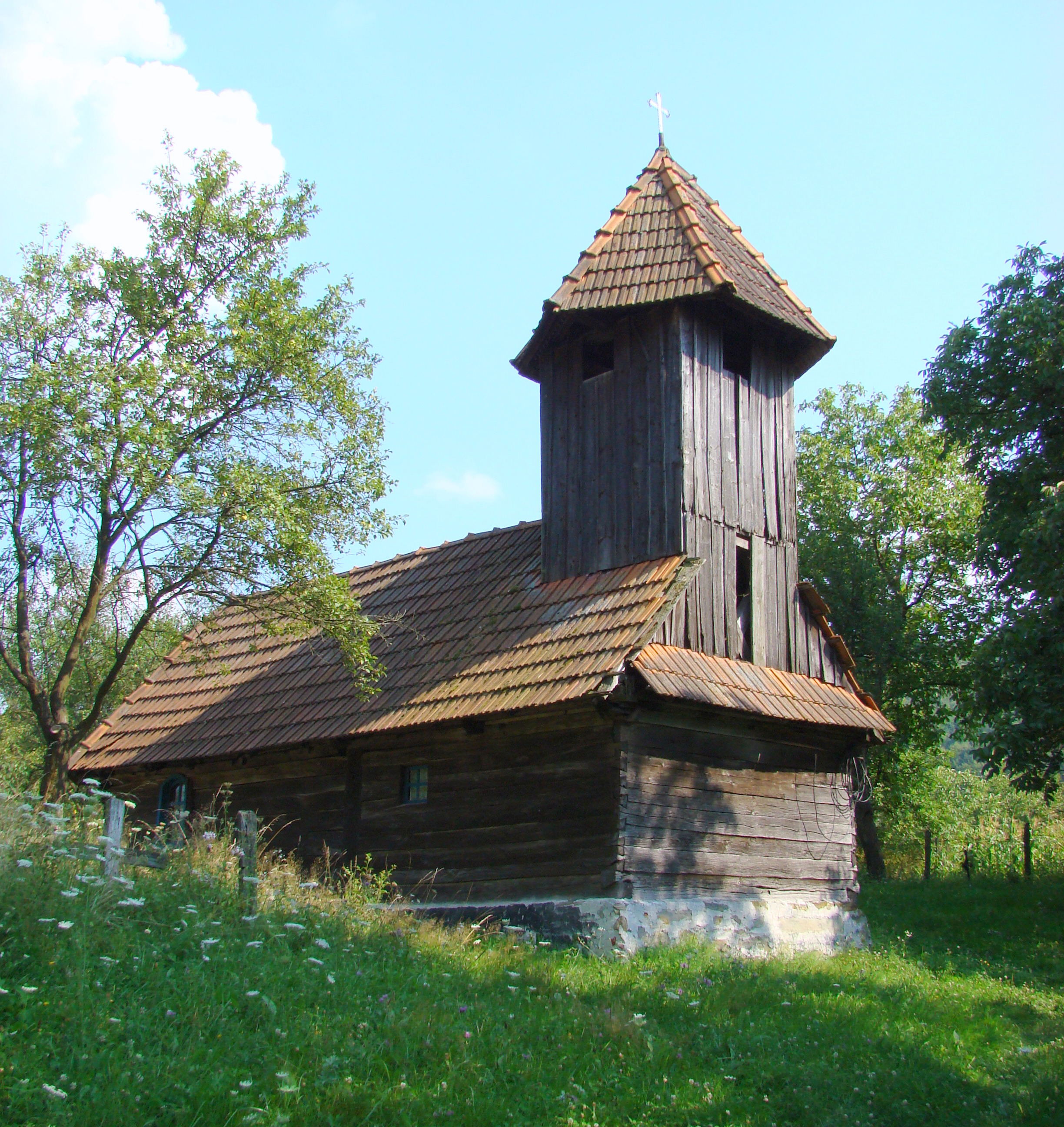
Biserica de lemn „Cuvioasa Paraschiva” din Stâncești, comuna Dobra, județul Hunedoara, foto: august 2009.

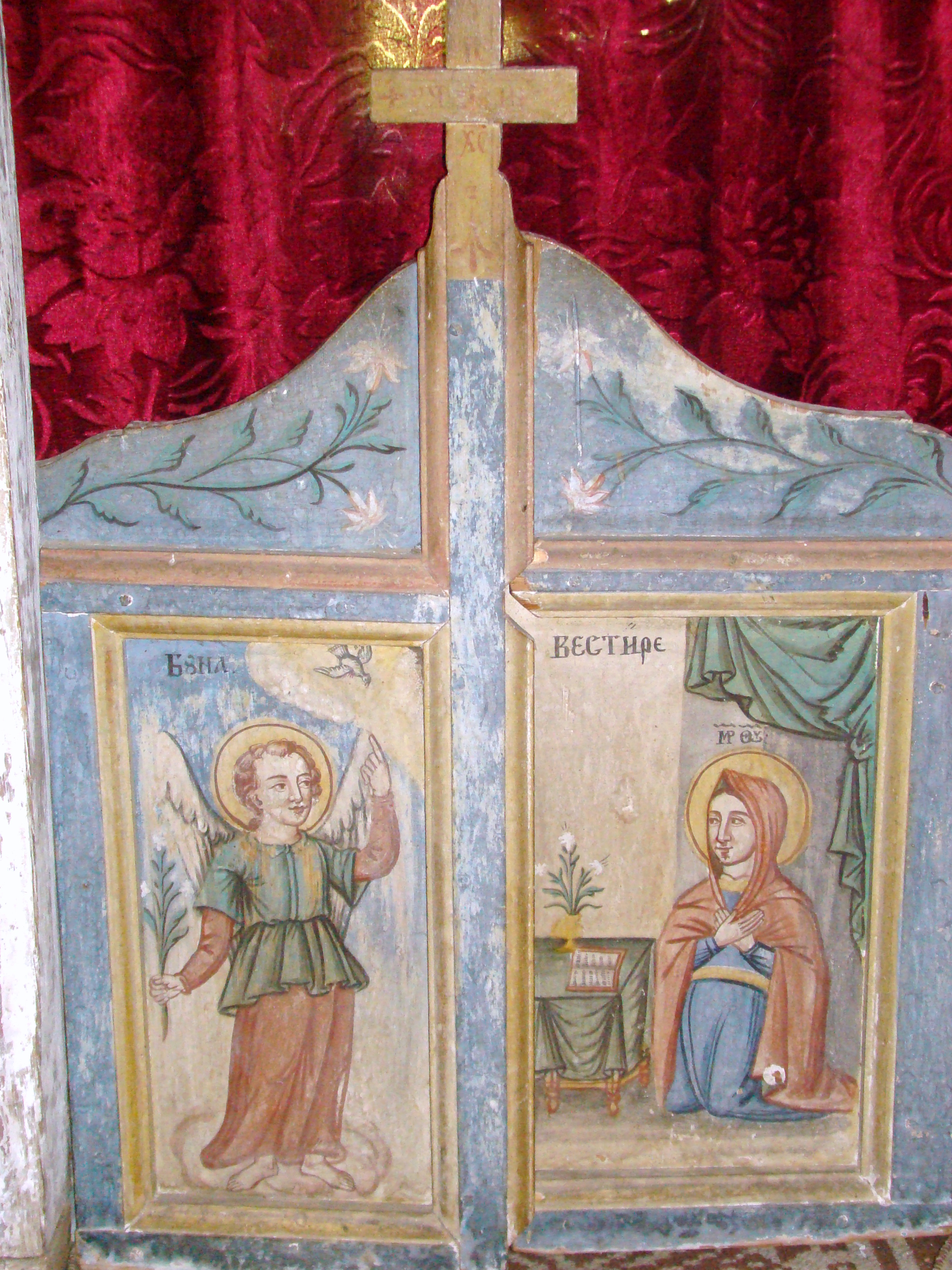
Ușile împărătești: Buna Vestire

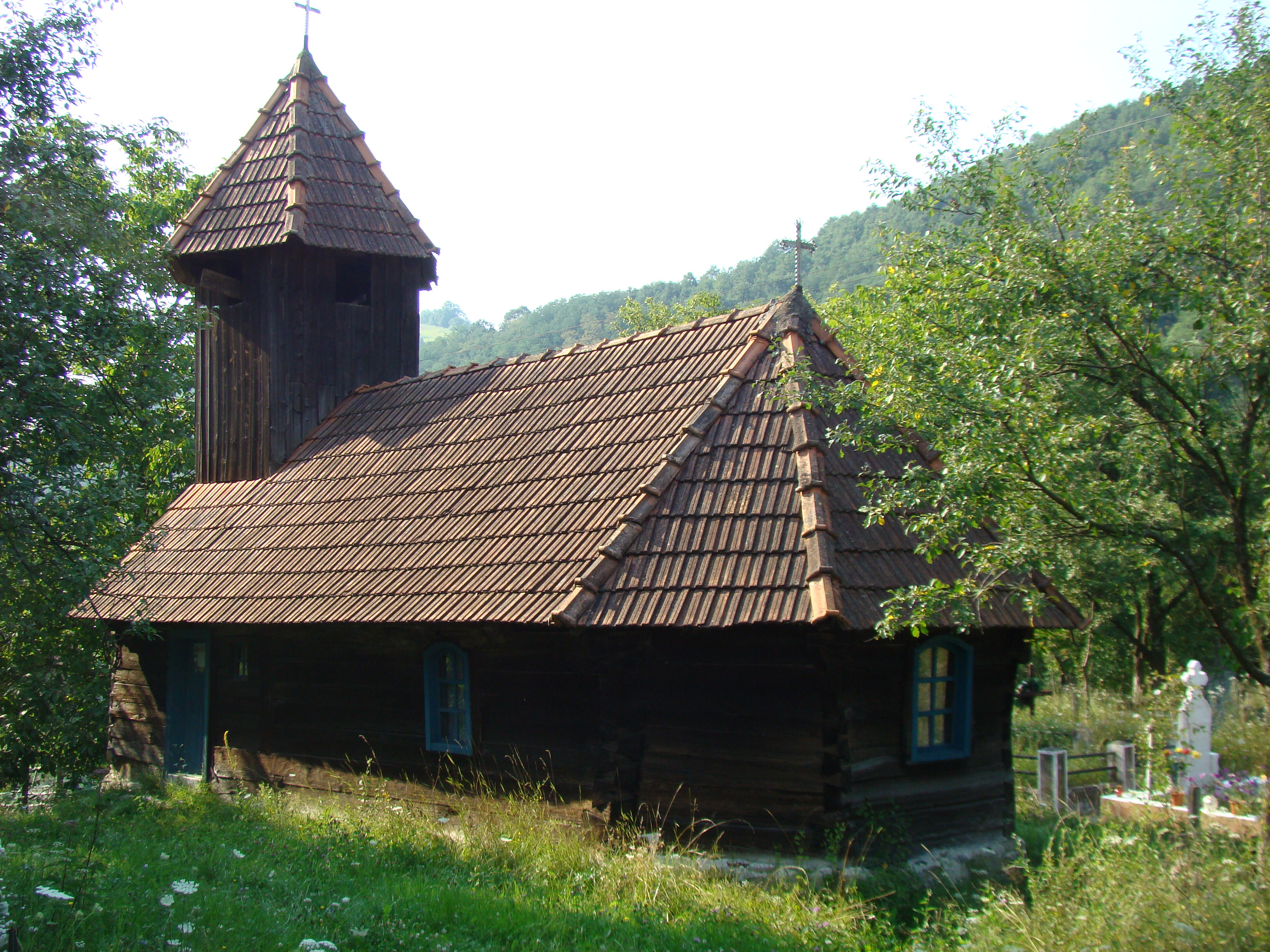
Vedere de ansamblu dinspre sud-est

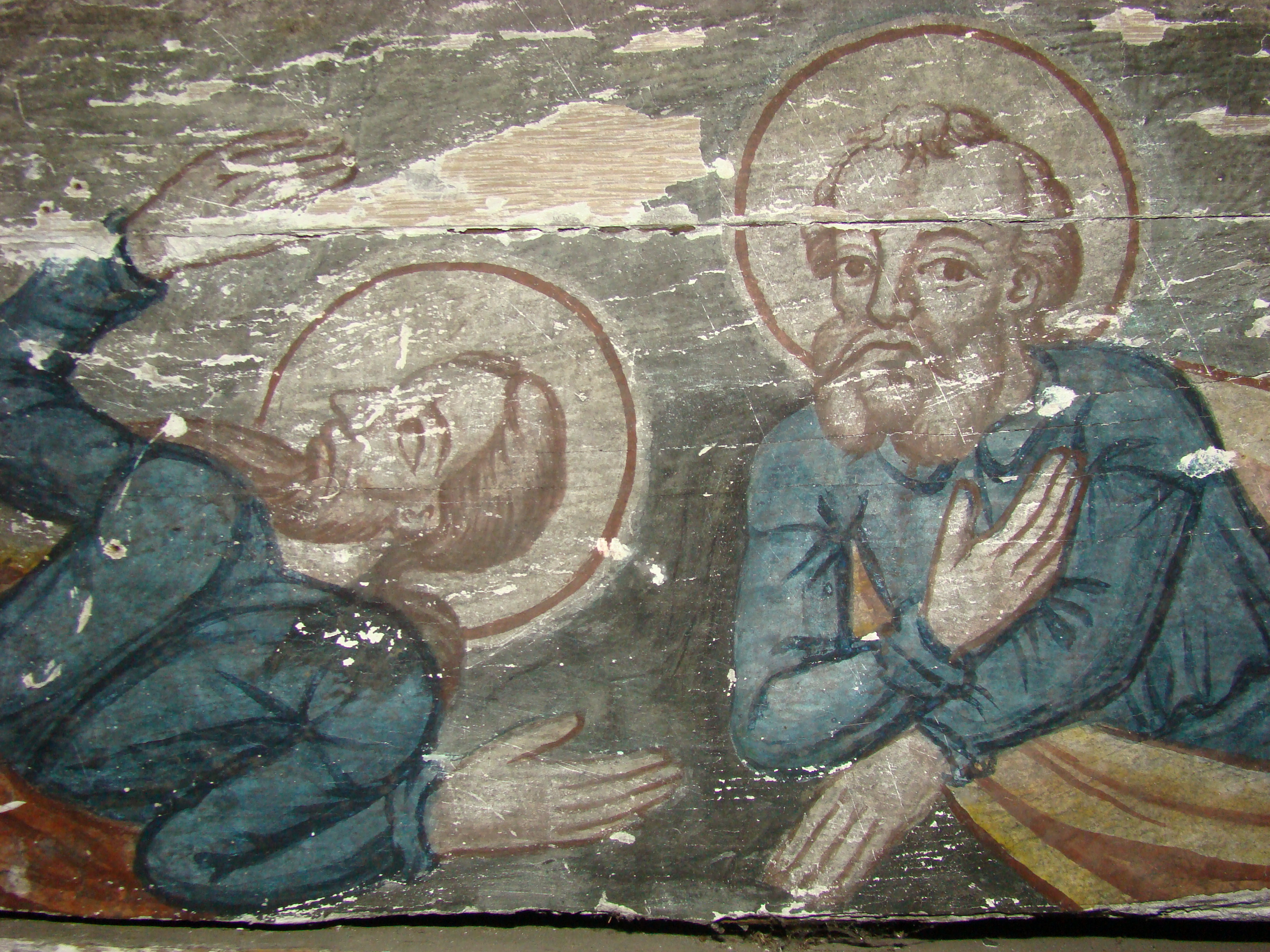
Pictura parietală (detaliu)

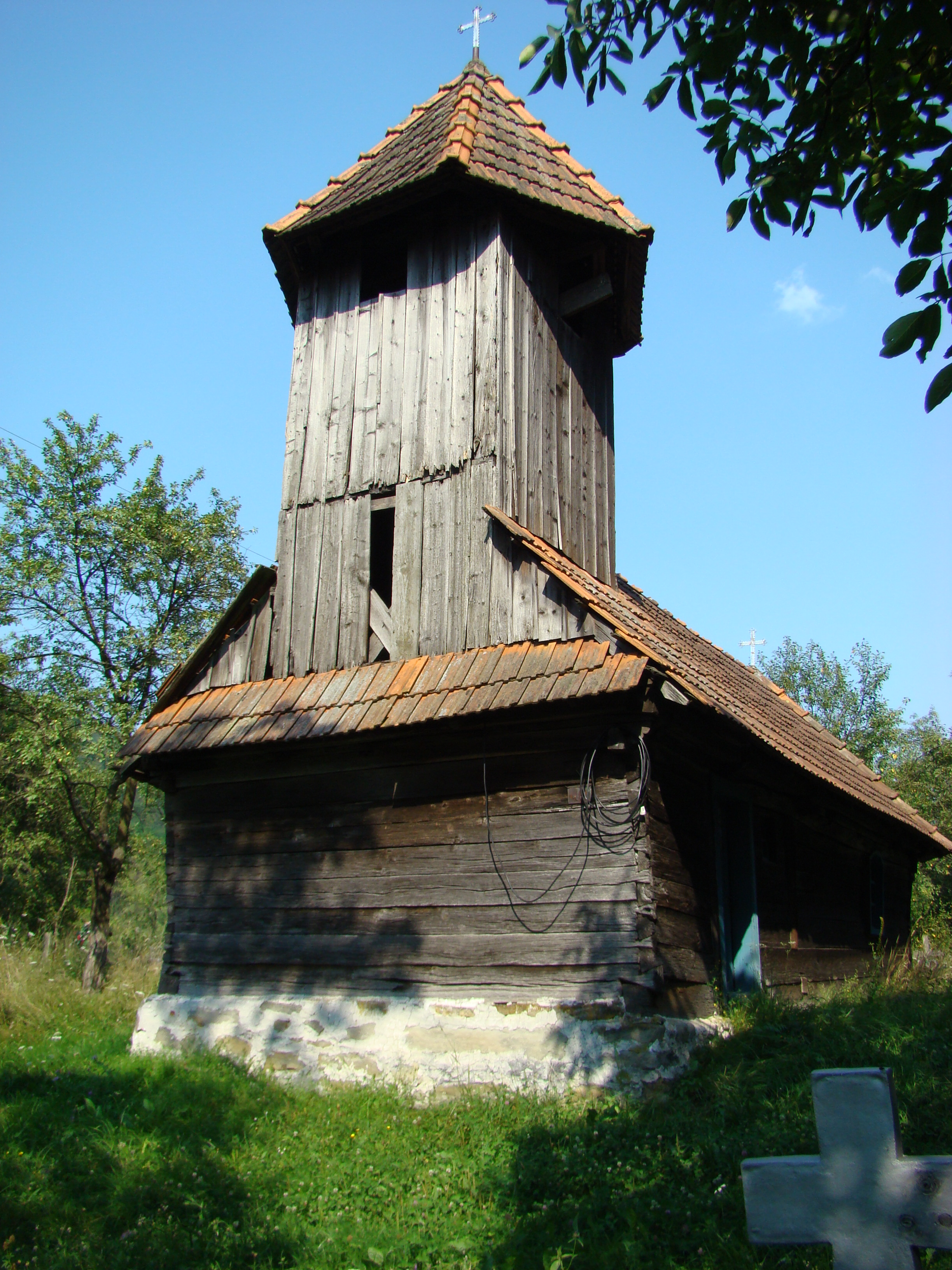
Biserica (sud-vest)

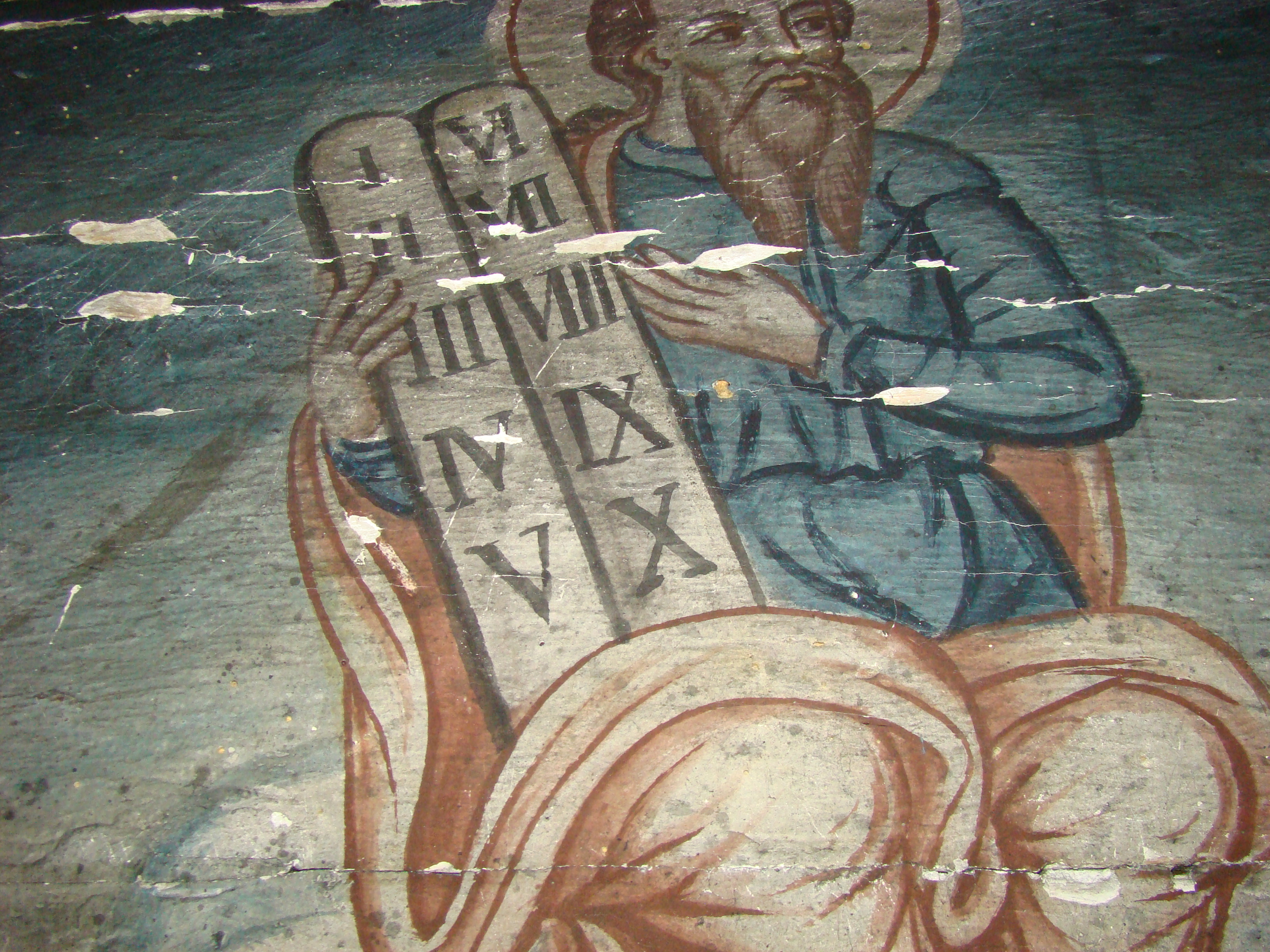
Pictura parietală (detaliu)

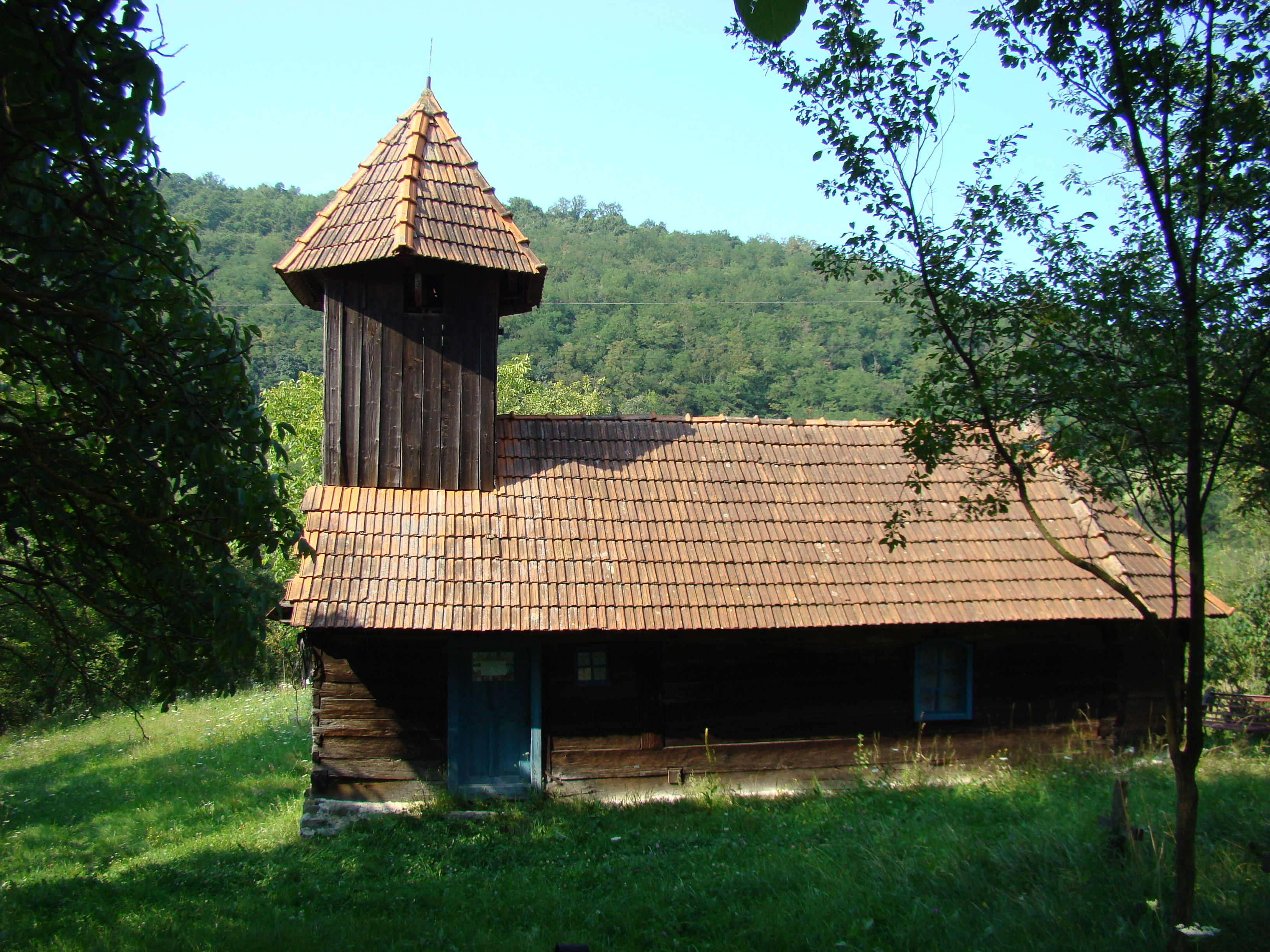
Biserica (sud)

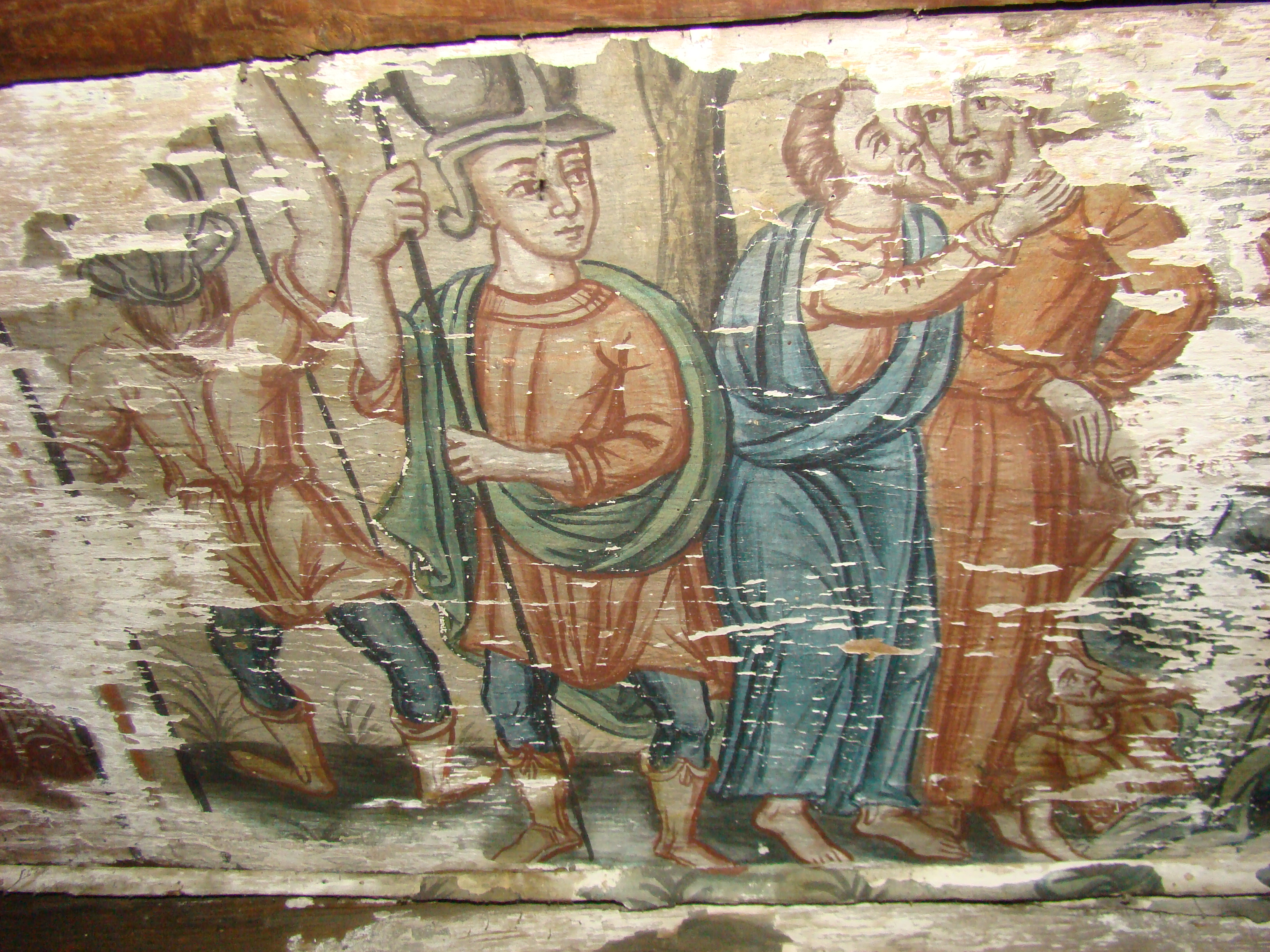
Pictura parietală: Sărutul lui Iuda

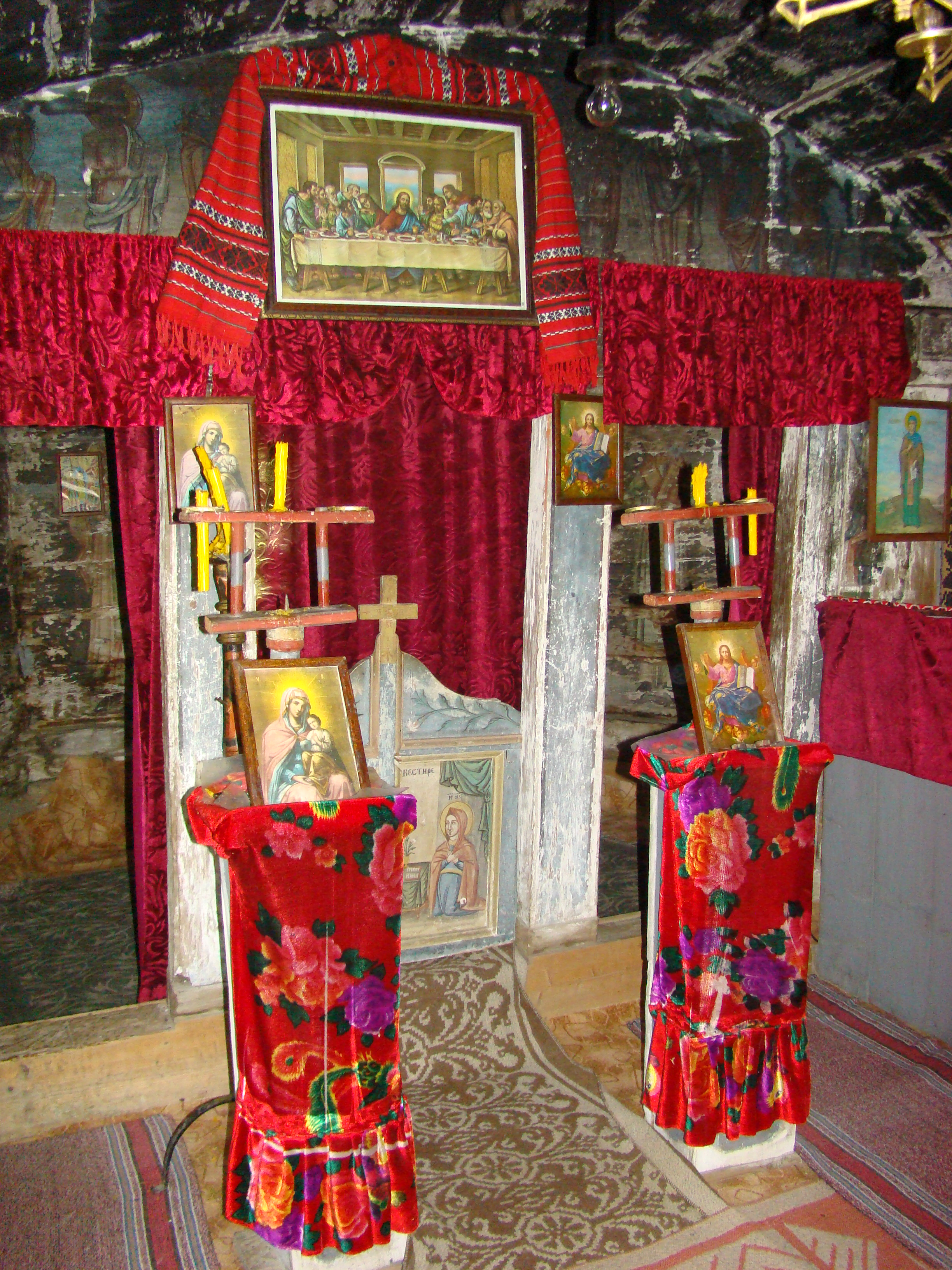
Iconostasul bisericuței de lemn din Stâncești

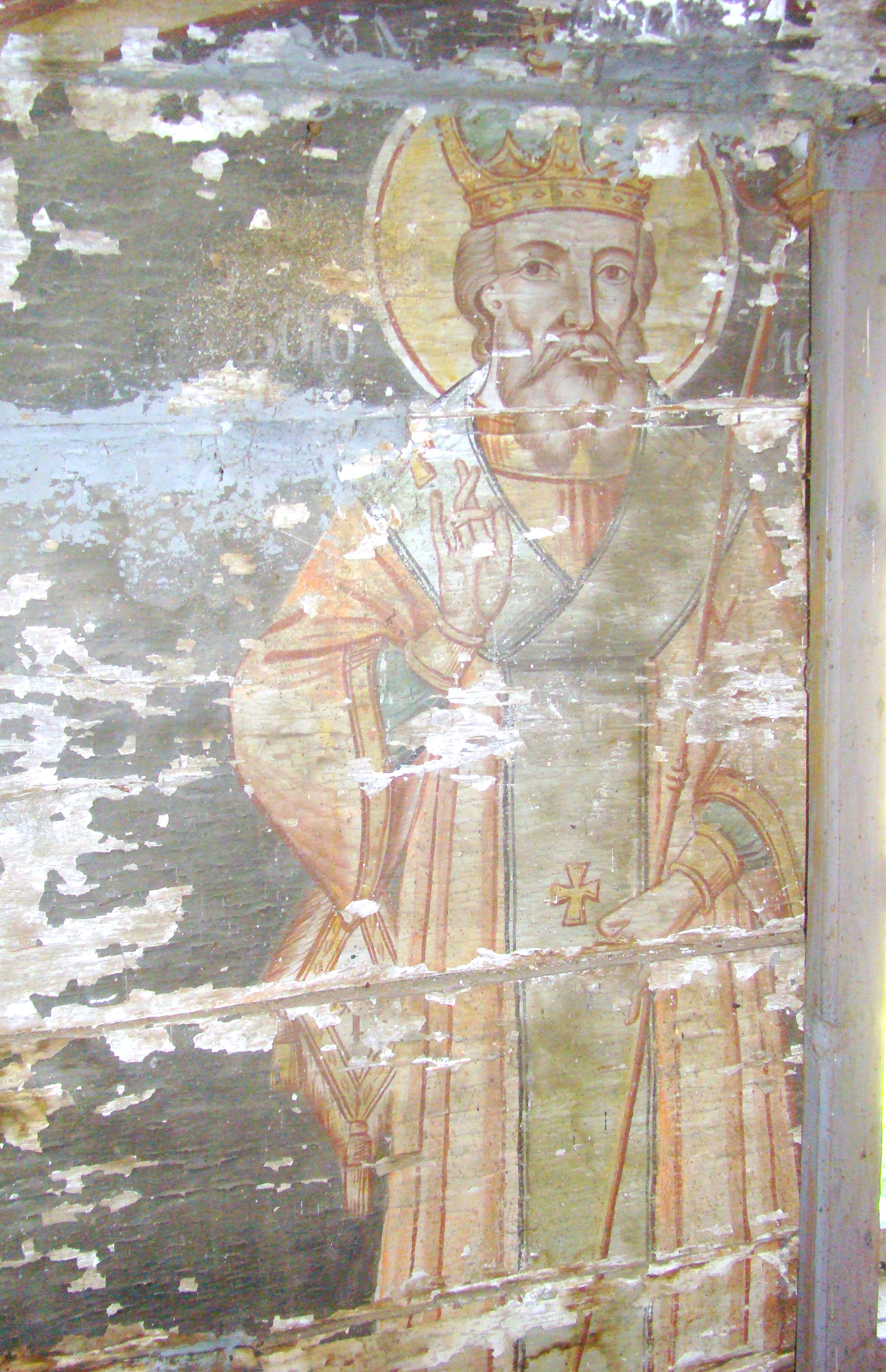
Pictura altarului: Sfinții Ierarhi

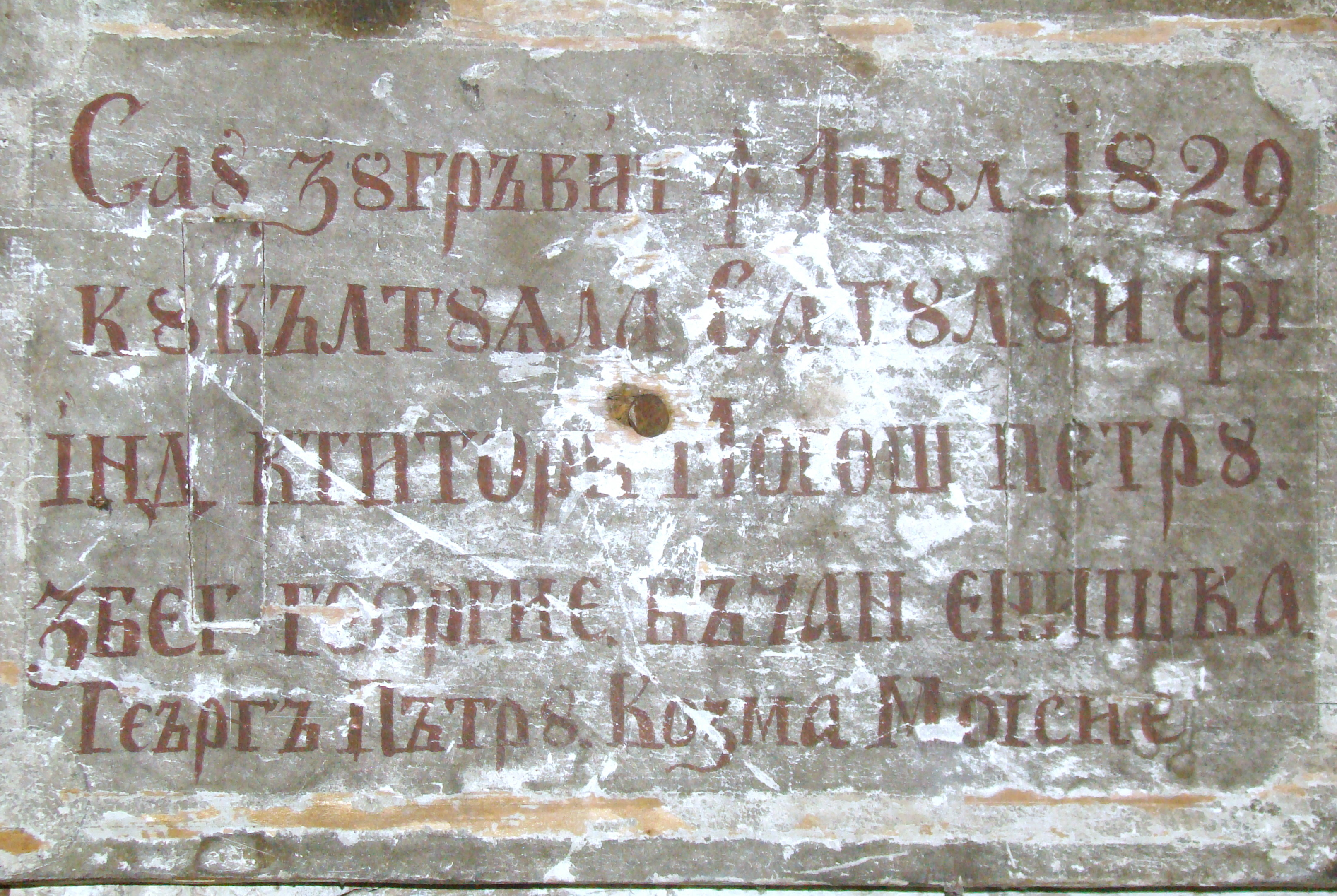
Pisania

Biserica de lemn din Stâncești, comuna Dobra, județul Hunedoara a fost ctitorită în sec.XVIII, refăcută în sec.XIX. Are hramul „Sf.Cuvioasă Paraschiva” (14 octombrie). Figurează pe lista monumentelor istorice, cod LMI HD-II-m-B-03451.

## Istoric și trăsături
Vechimea bisericii de lemn din Stâncești, cu hramul „Cuvioasa Paraschiva”, coboară până la răscrucea secolelor XVIII-XIX. Aspectul actual i l-a conferit reparația capitală din anii 1939-1940, în cadrul căreia învelitoarea de șiță a fost înlocuită cu alta din țiglă, iar turnul inițial, cu foișor deschis și fleșă zveltă a fost înlocuit cu o clopotniță scundă, cu un coif piramidal; forma poligonală cu trei laturi, nedecroșată, a altarului, precum și compartimentarea spațiului interior al navei au rămas neschimbate. 
Din păcate, tergiversarea lucrărilor de reparație a acoperișului s-a soldat cu dispariția bogatului decor pictural de odinioară, executat, potrivit pisaniei tâmplei „în anul 1829, cu cheltuiala satului, fiind ctitori Mogoș Petru, Zbeg Gheorghe, Băcian Enișca, Gheărgă Pătru, Cosma Moisie”. Analiza programului iconografic îl indică drept autor pe unul dintre zugravii atestați la Rădulești. Ușile împărătești sunt atribuite aceluiași meșter iconar anonim care a lucrat la înfrumusețarea edificiului din Almaș-Săliște. Recensămintele ecleziastice din anii 1733 și 1750, precum și harta iozefină a Transilvaniei (1769-1773), atestă existența unei înaintașe; doar conscripția din 1805 înregistrează lăcașul actual.

## Imagini din exterior

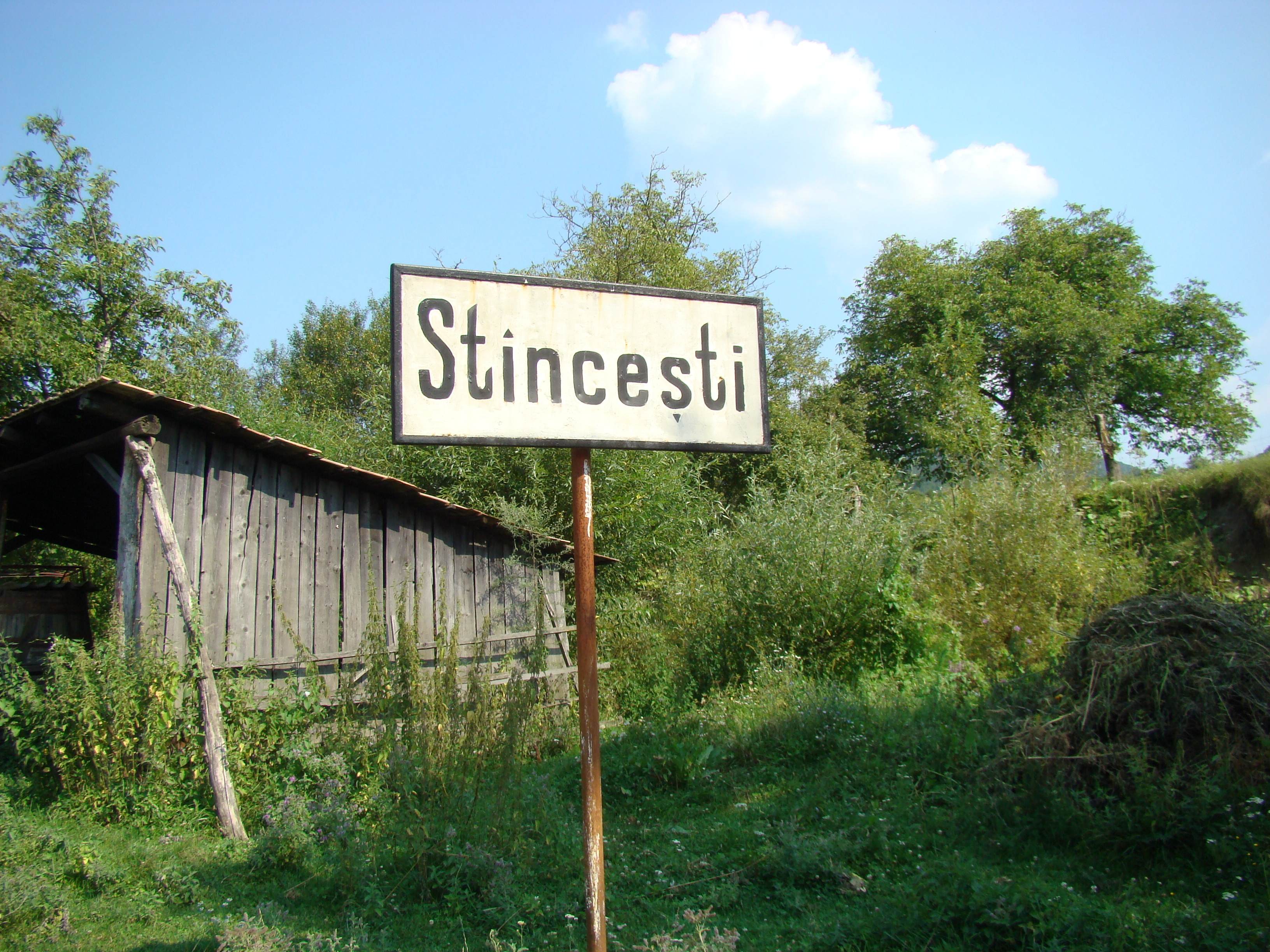
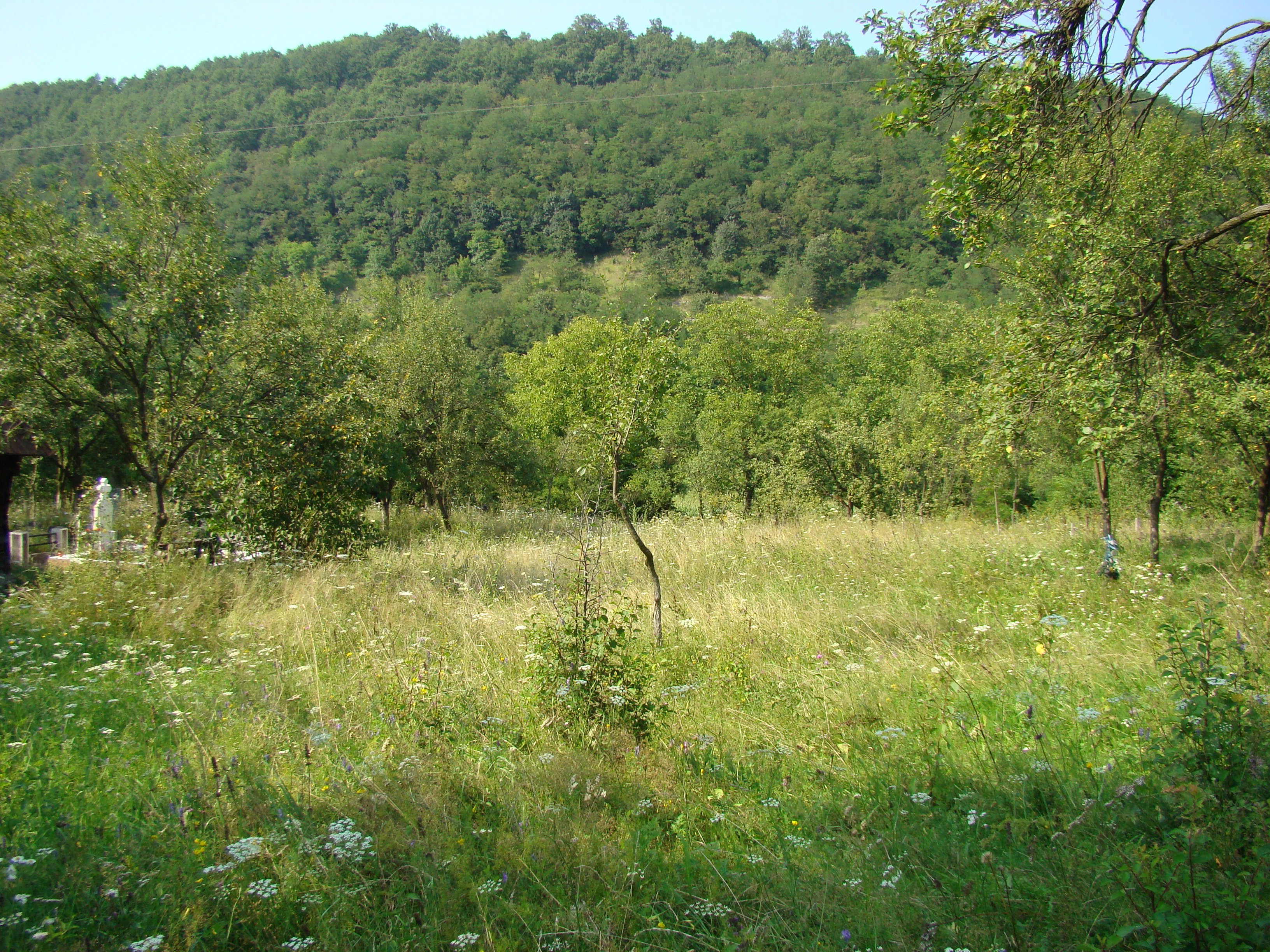
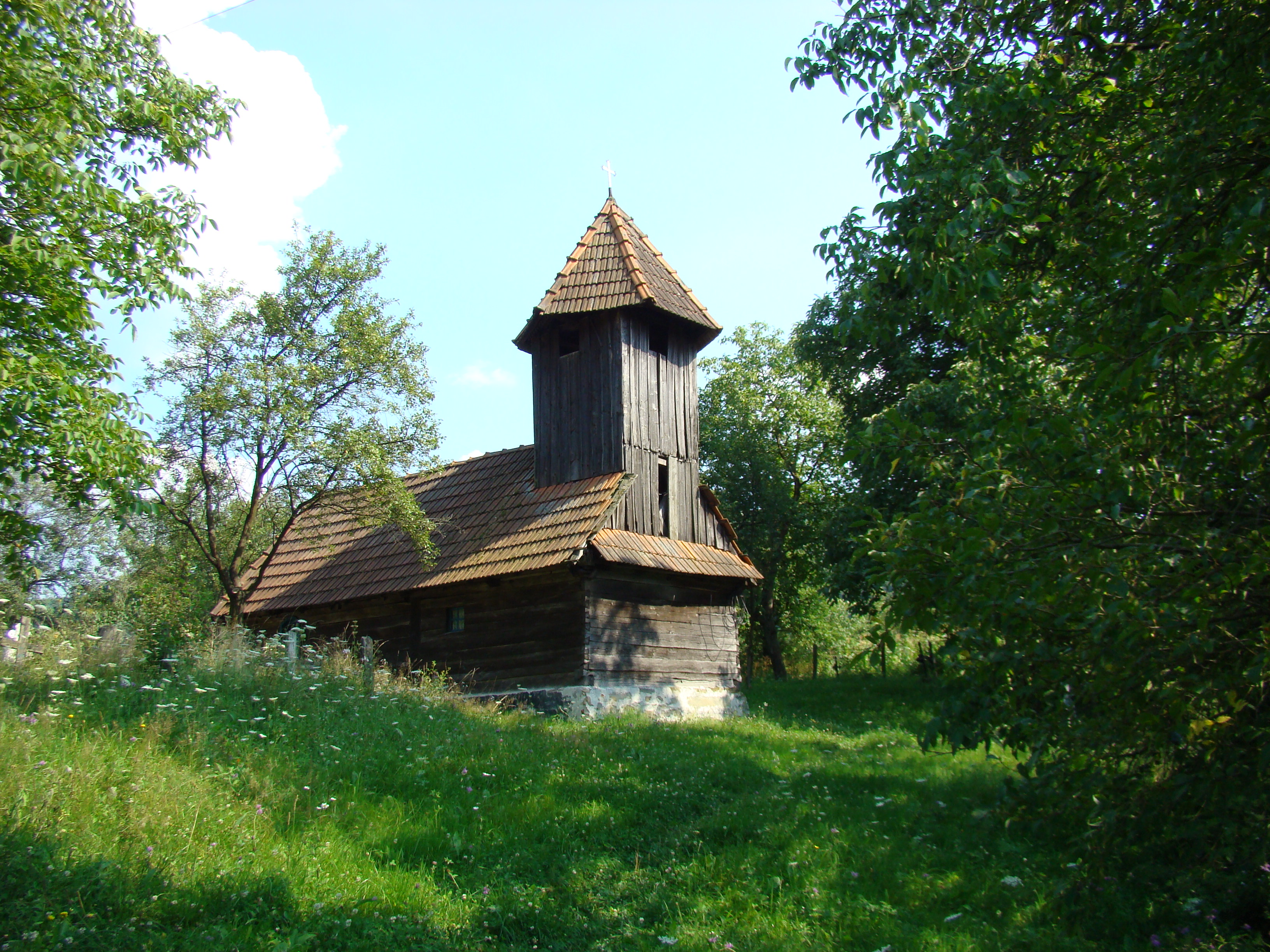
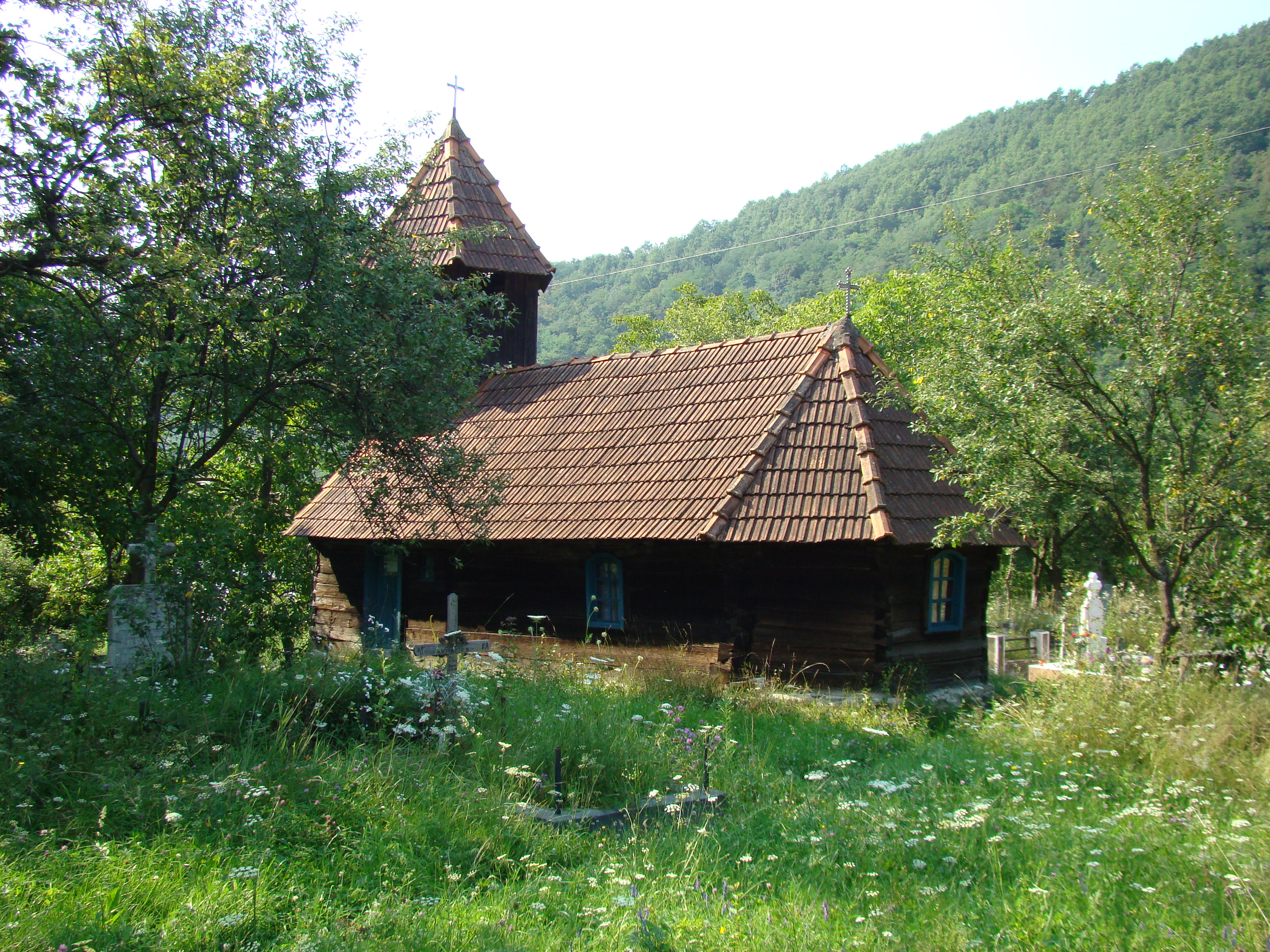
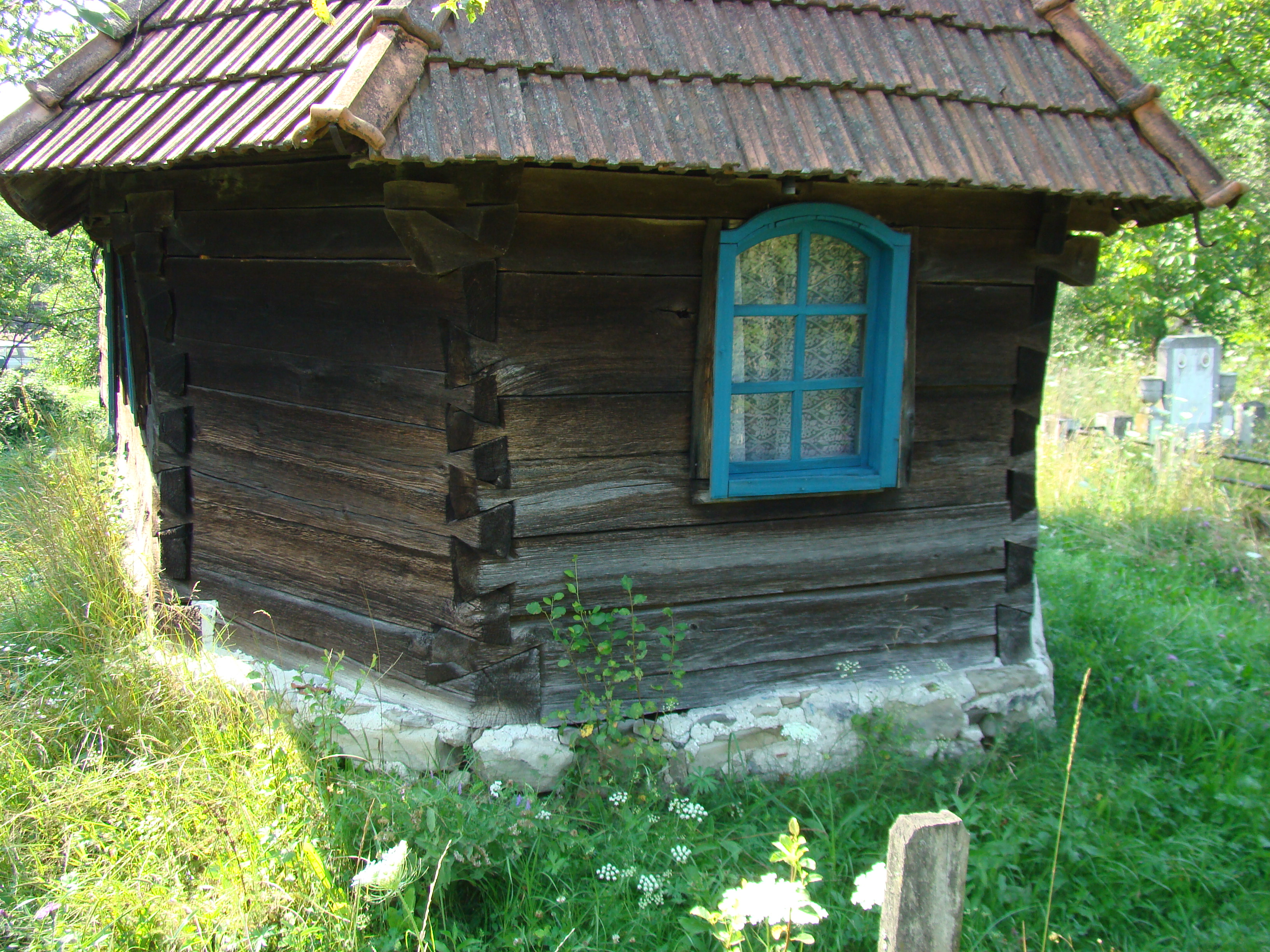
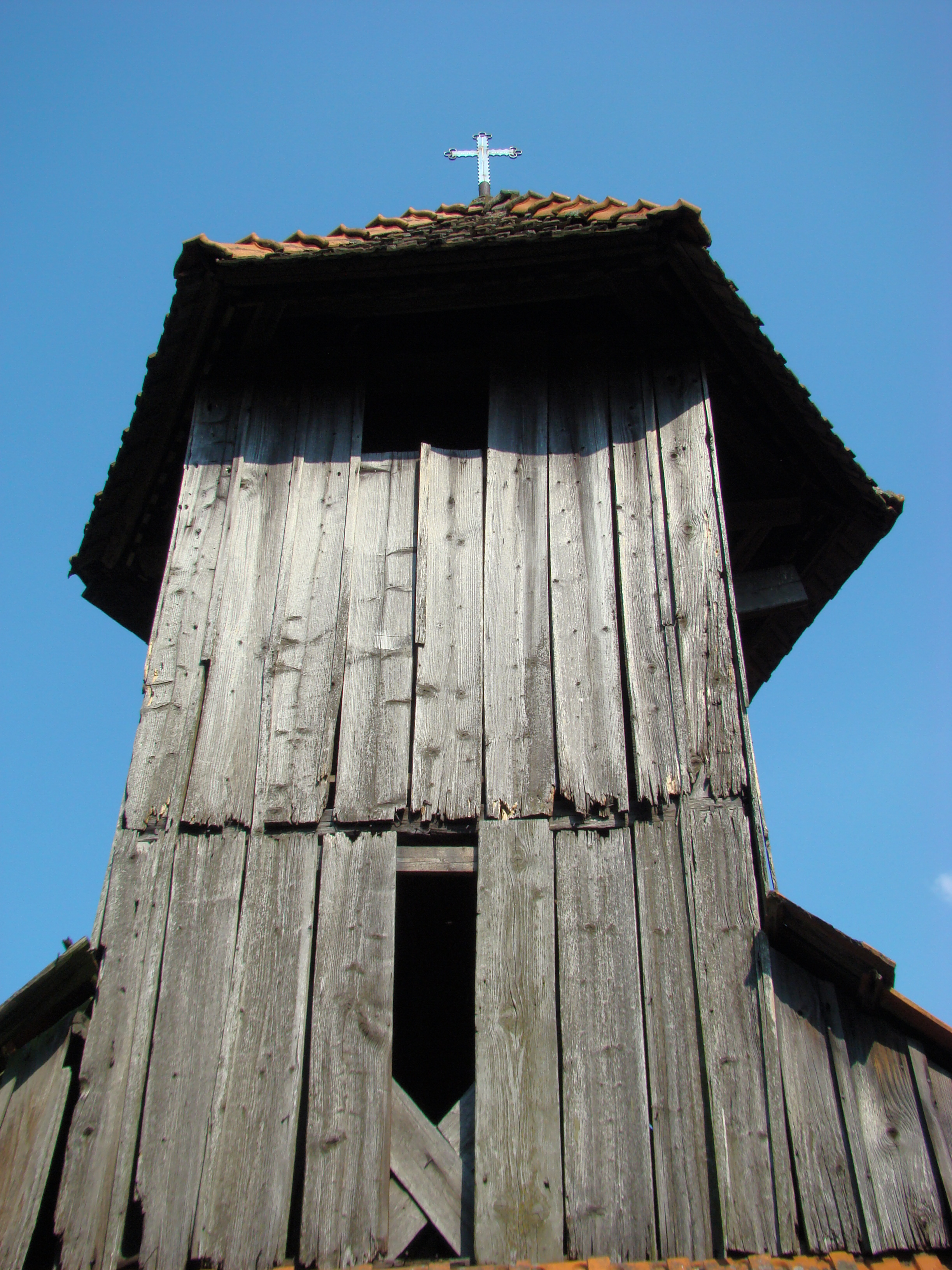
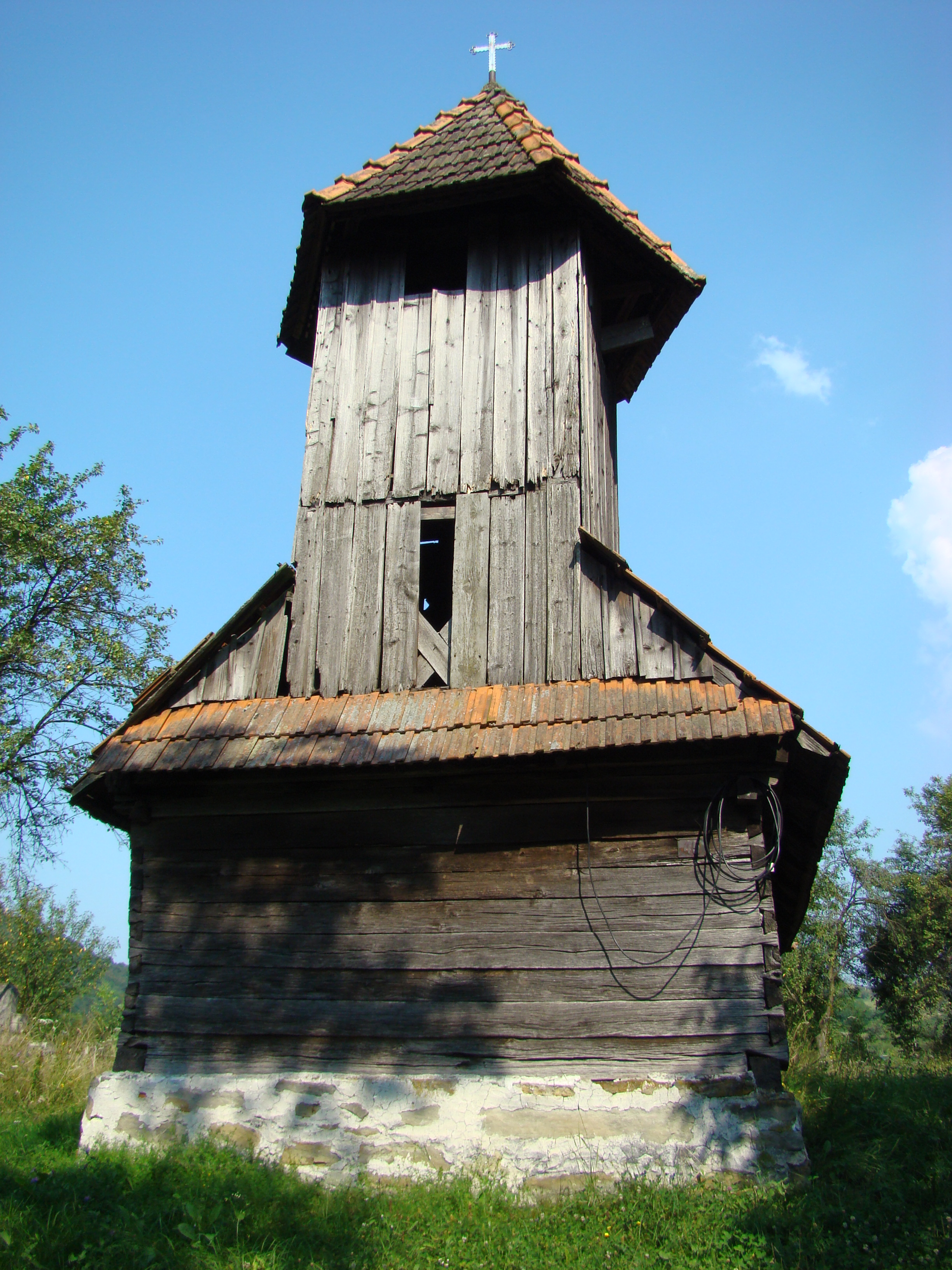
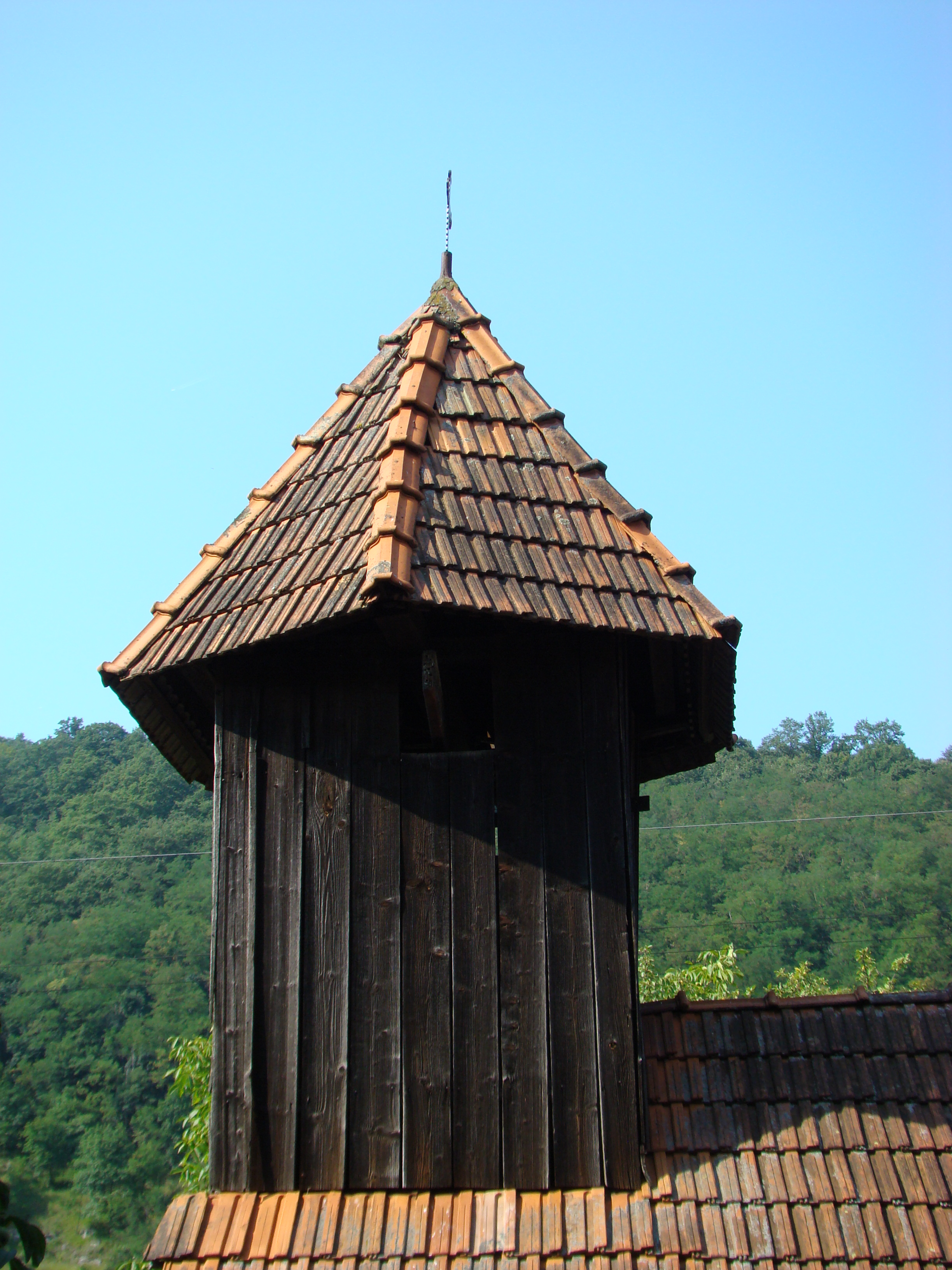
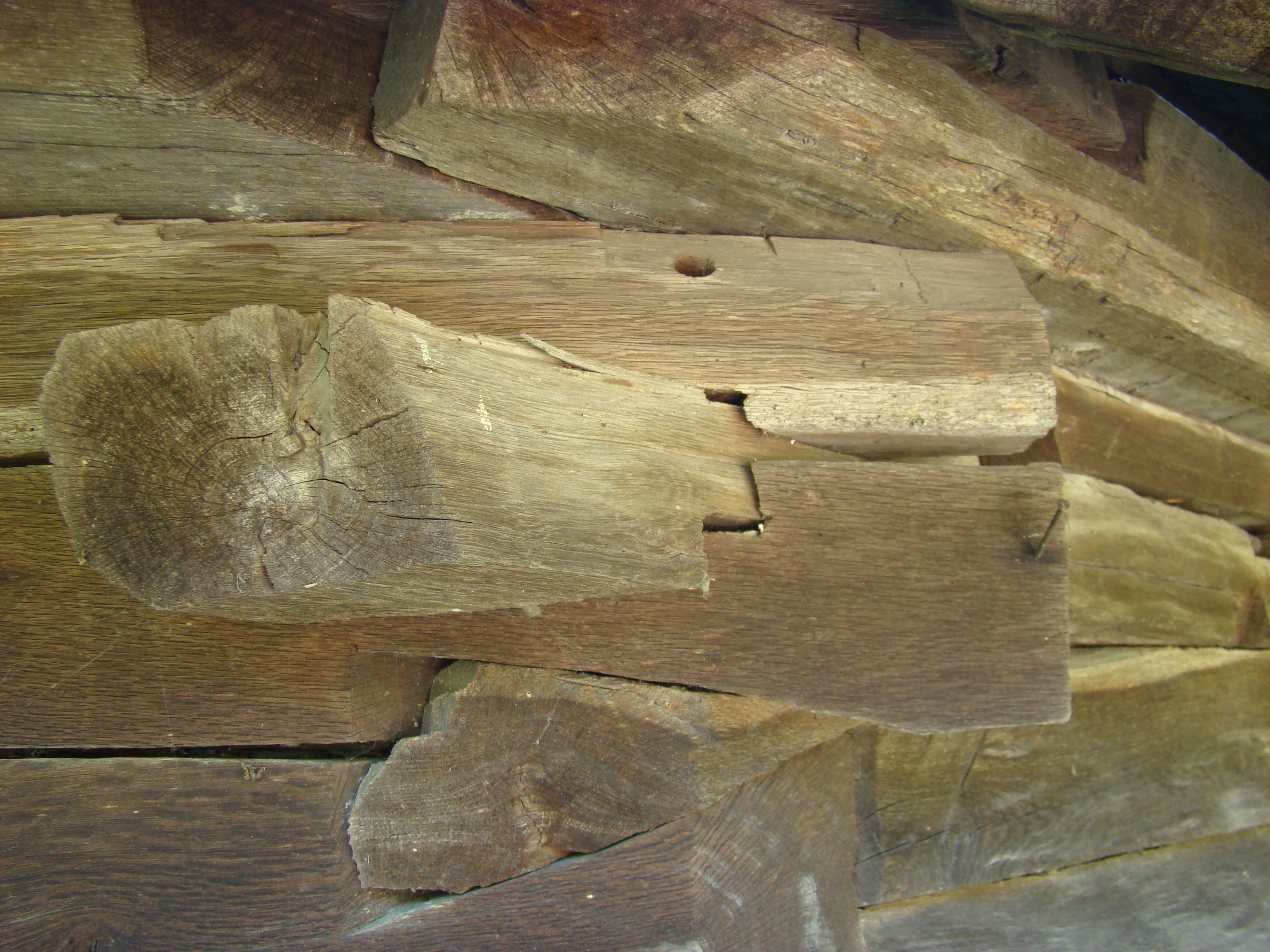
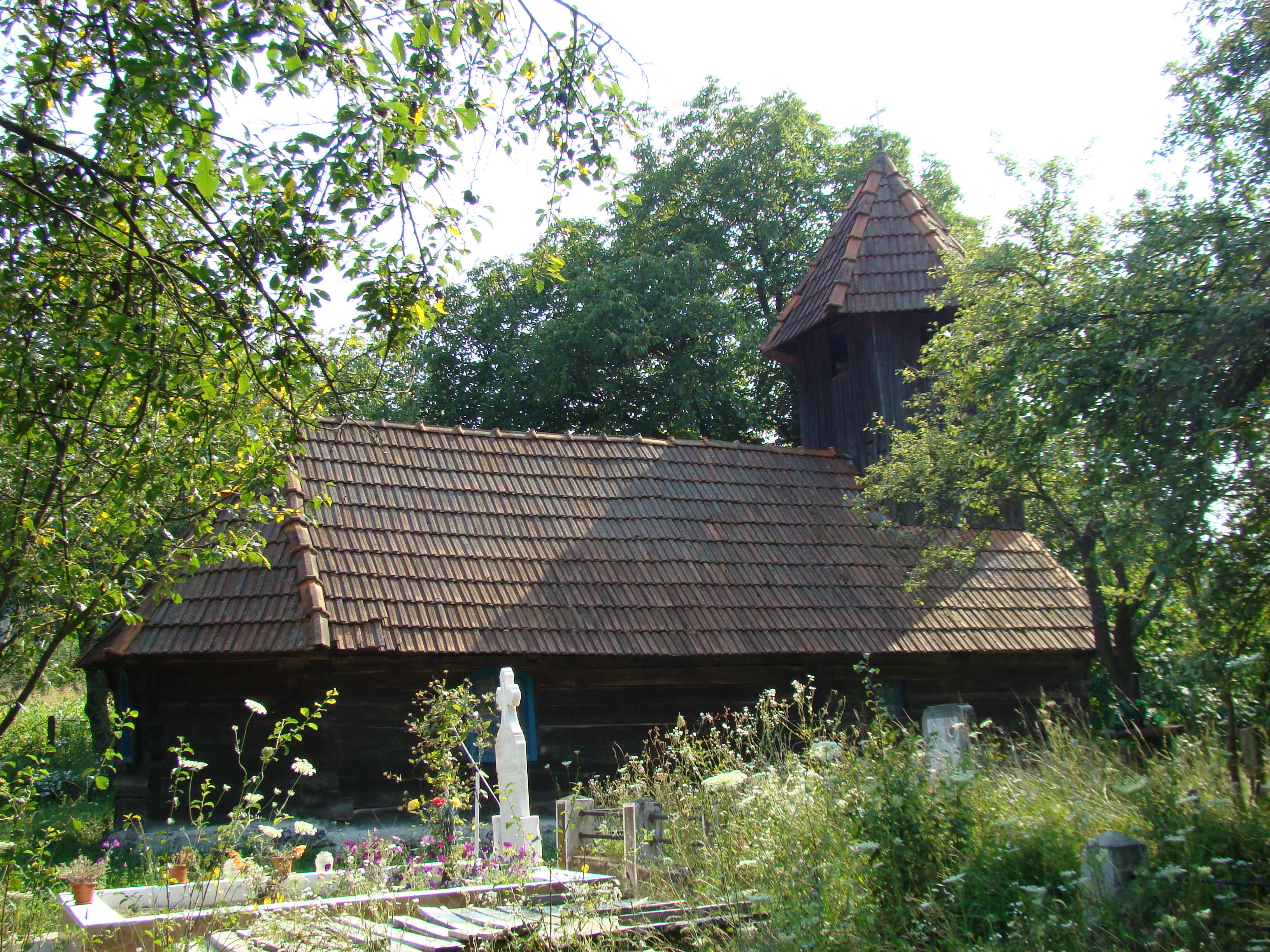
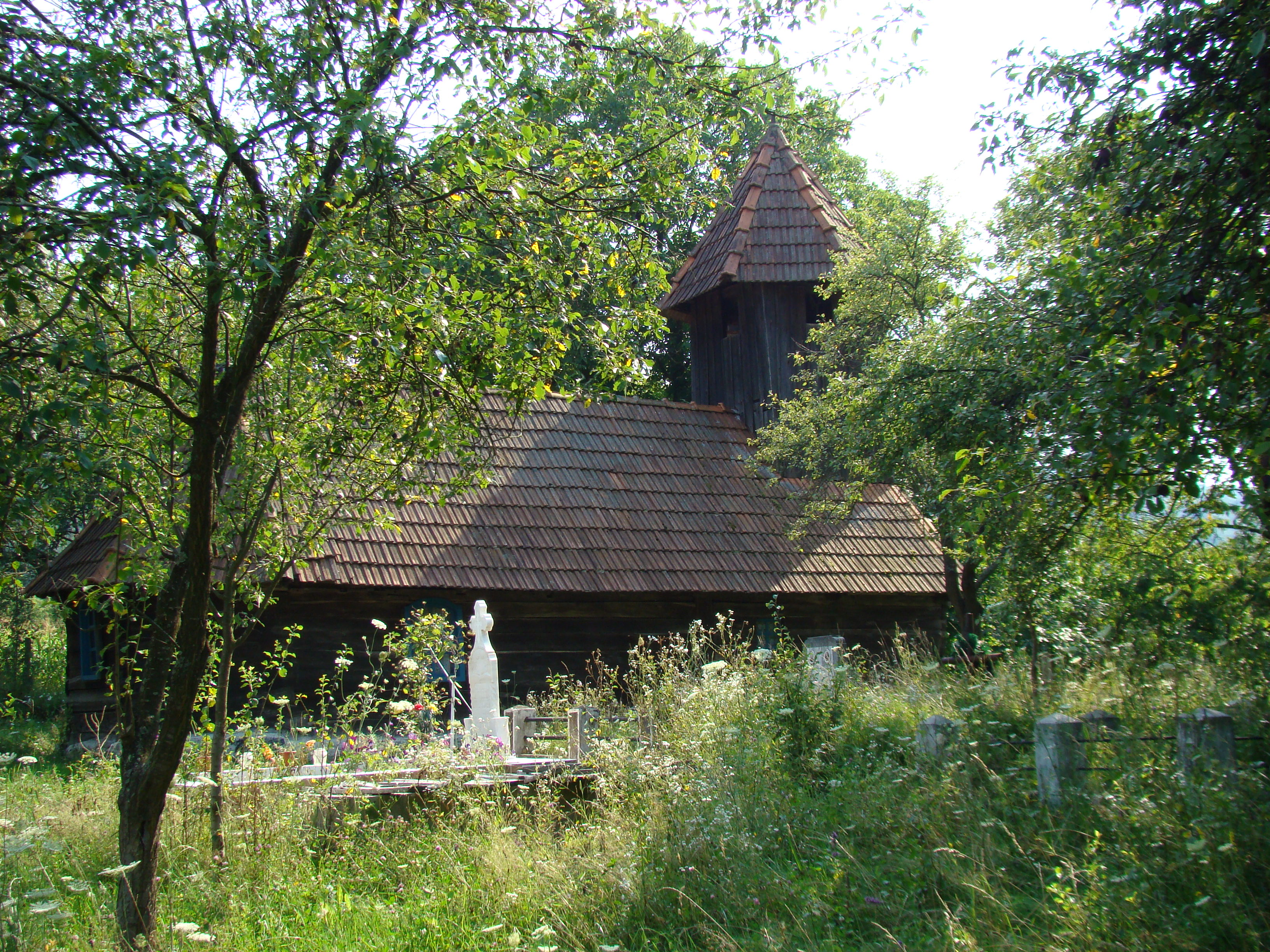
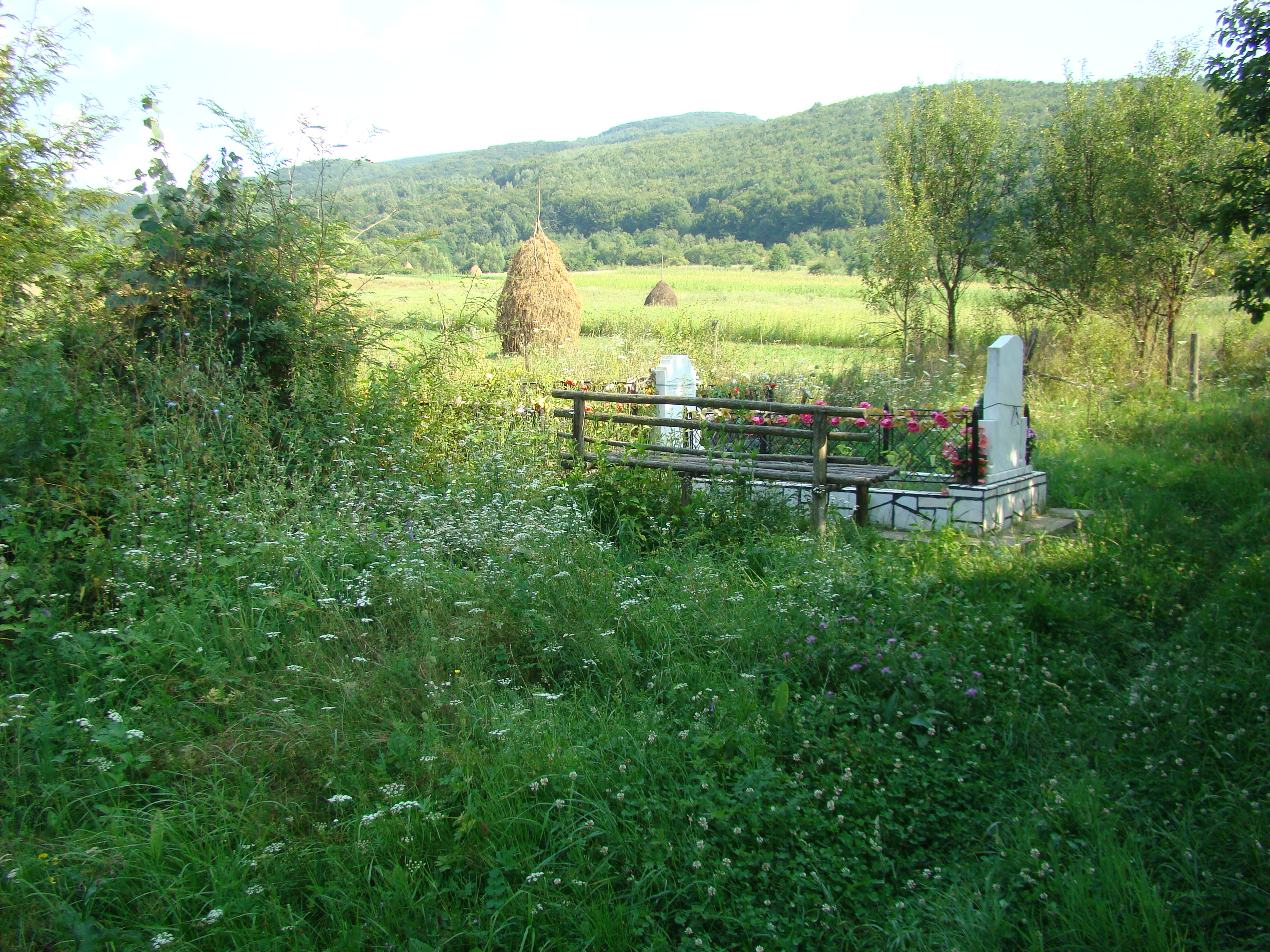

## Imagini din interior

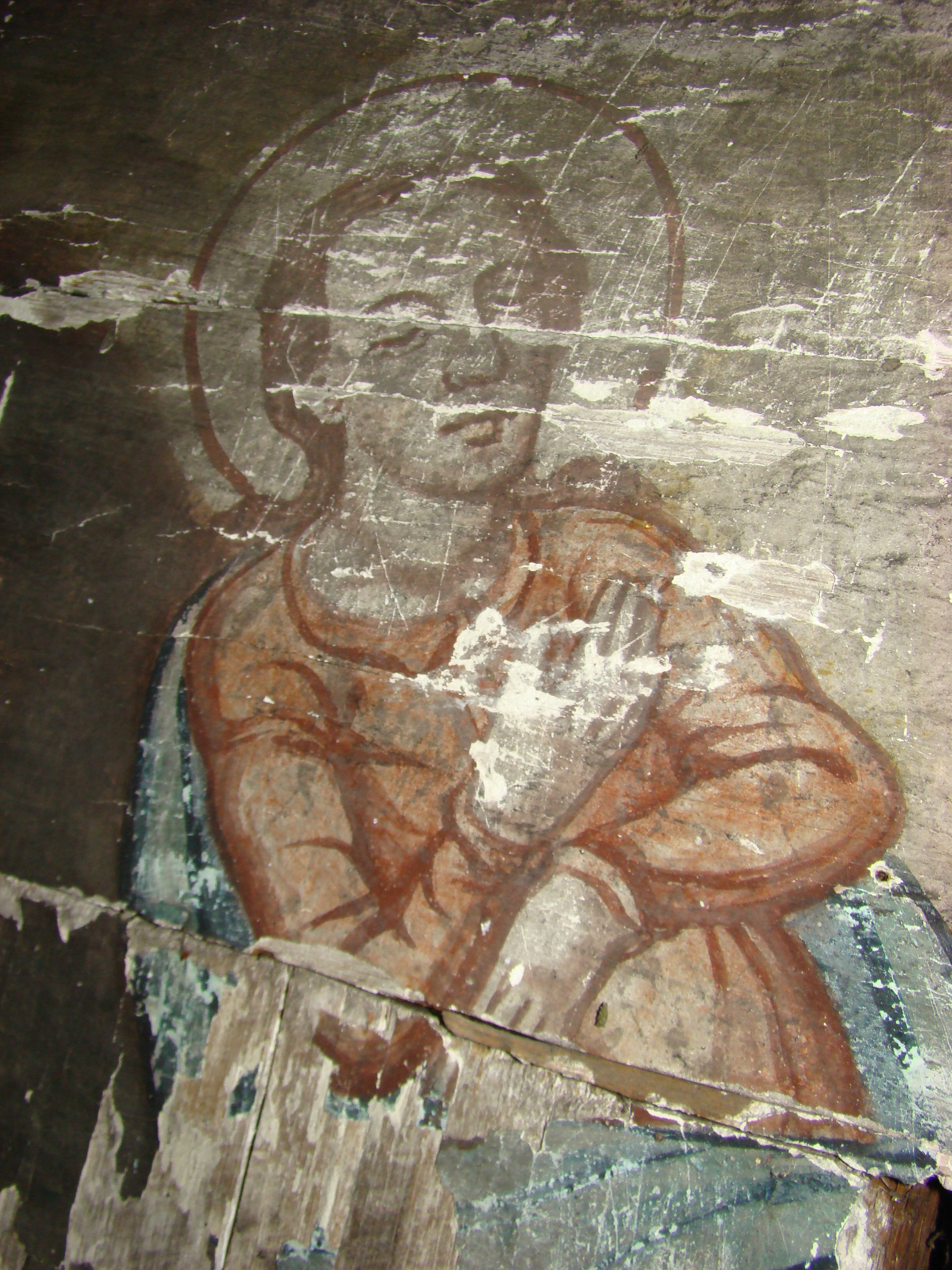
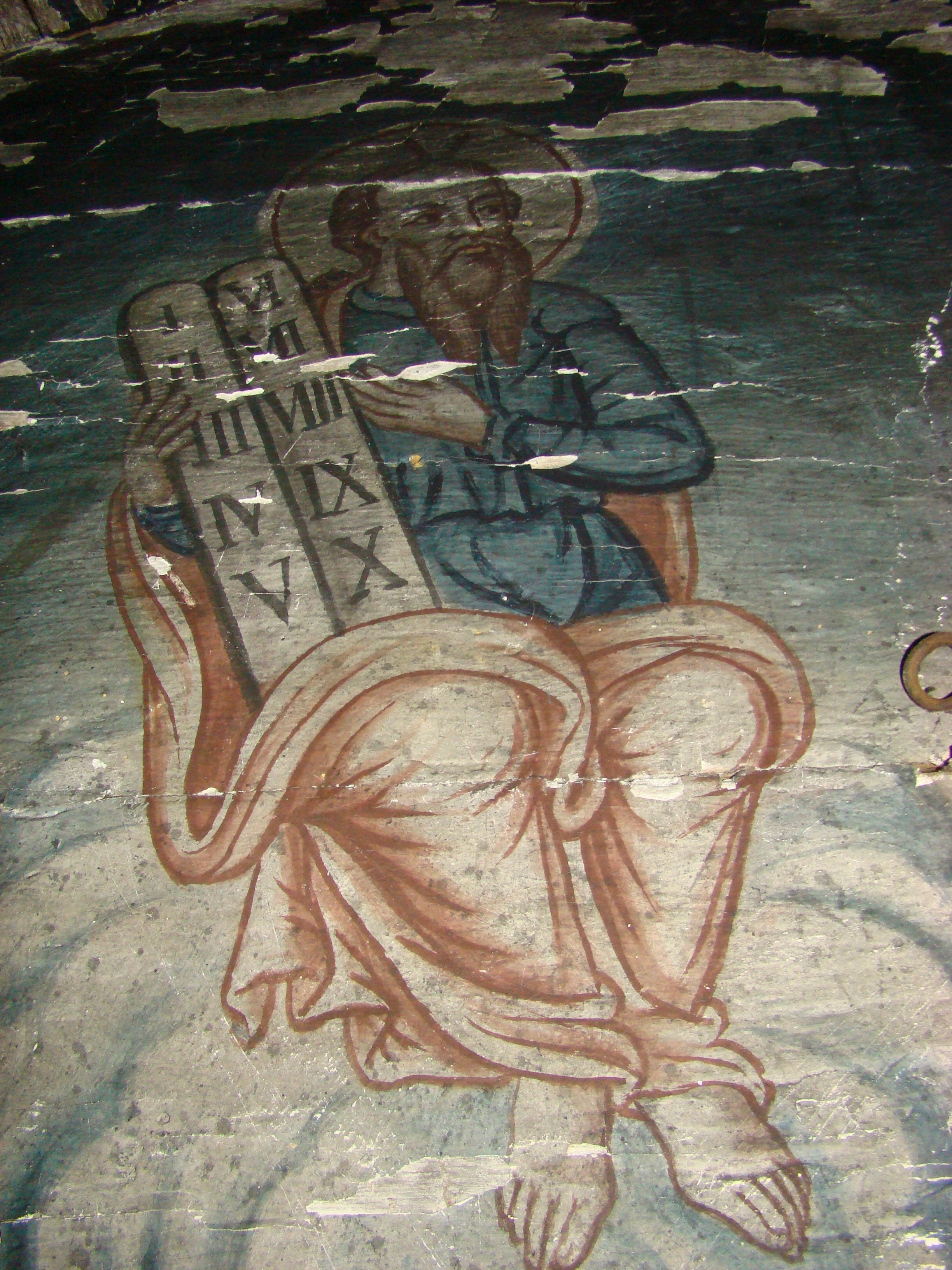
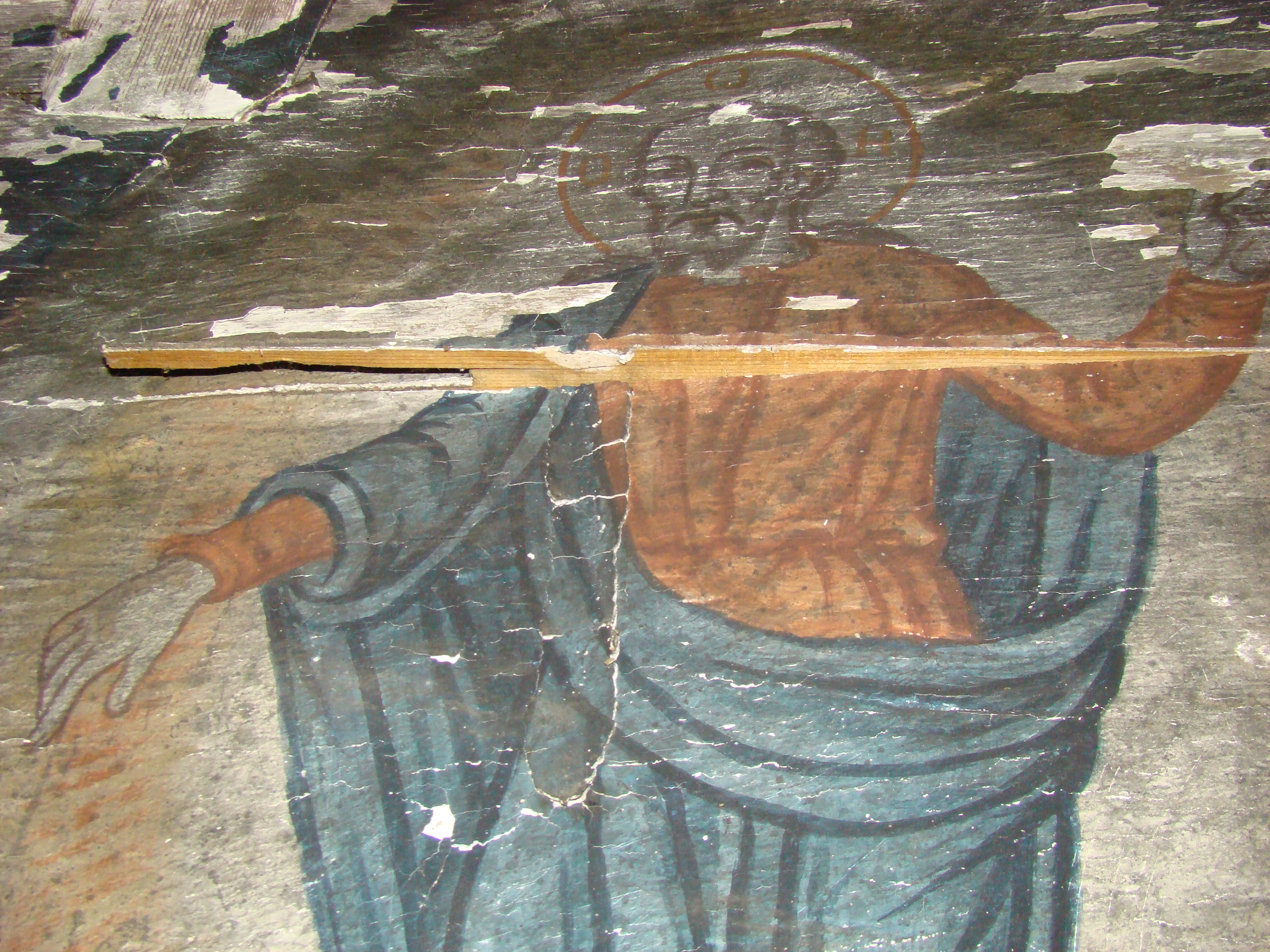
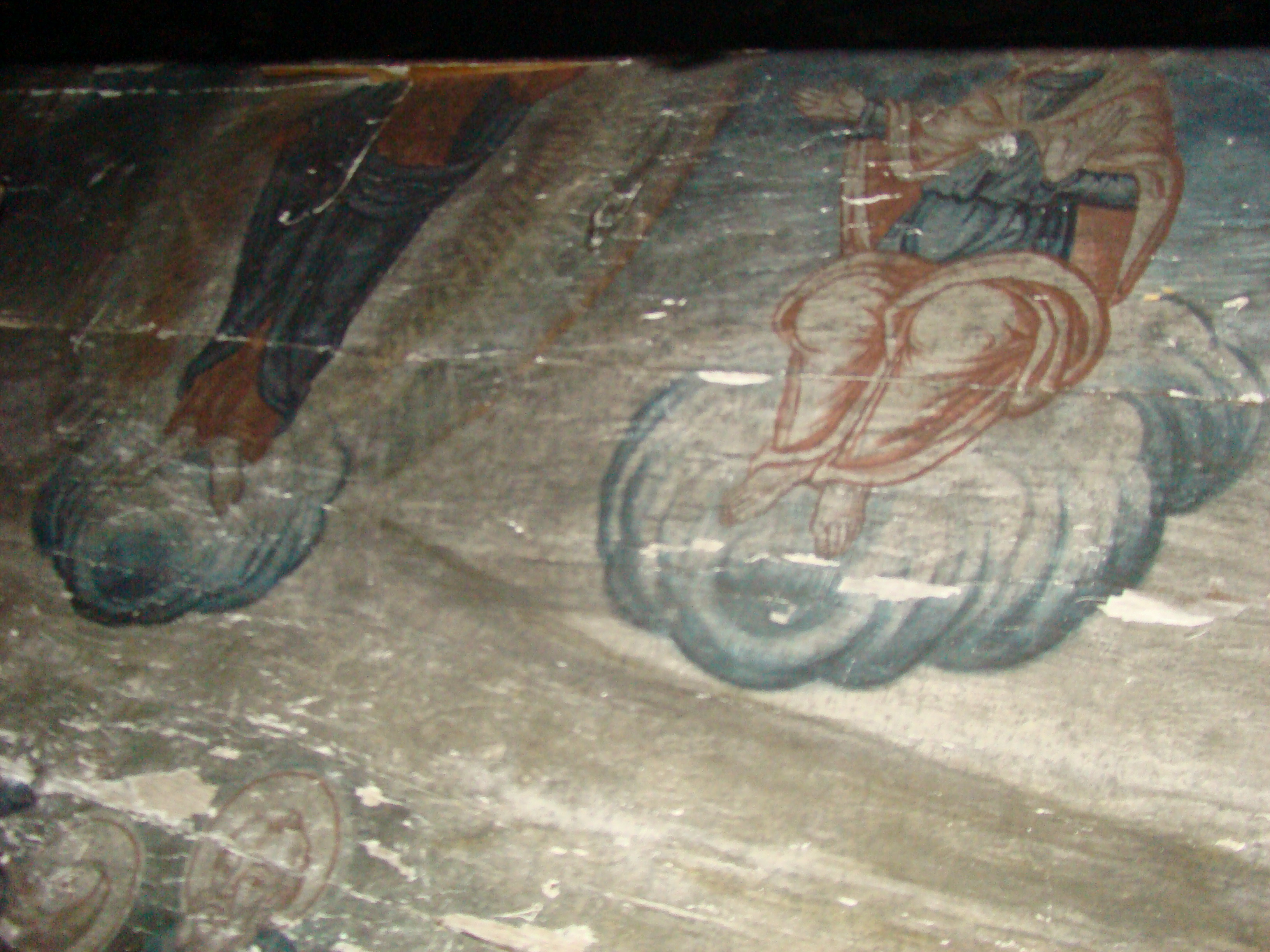
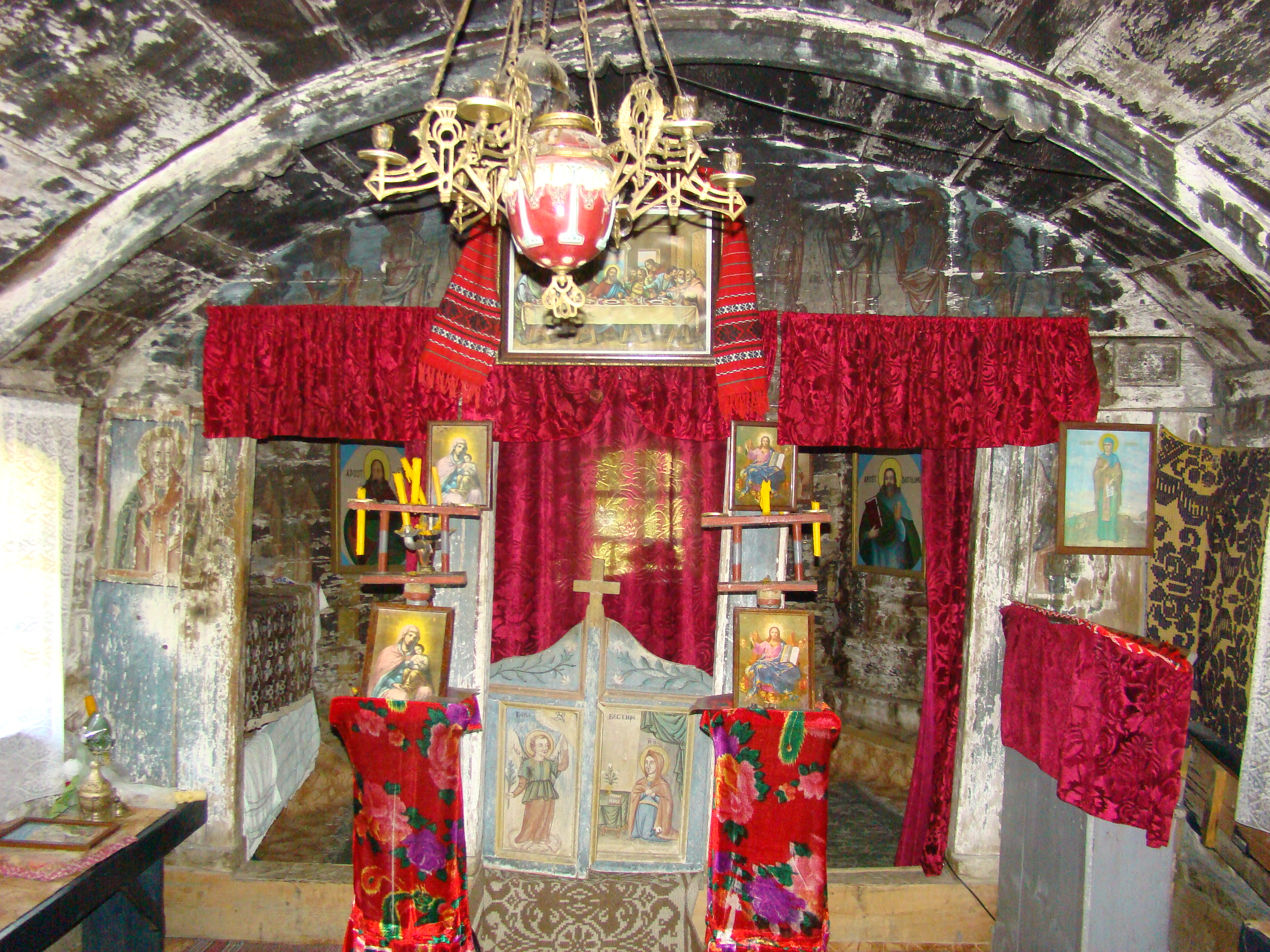
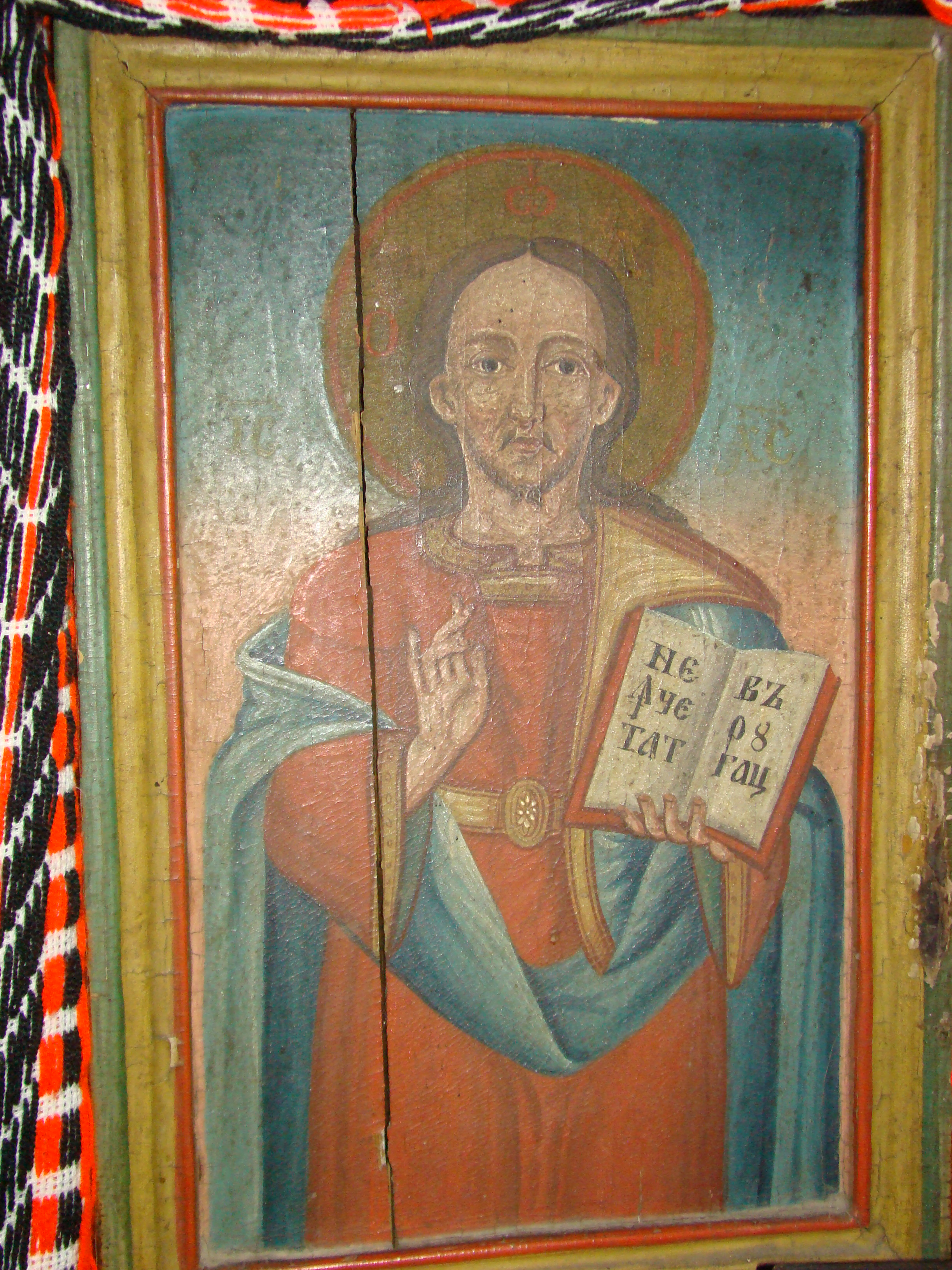
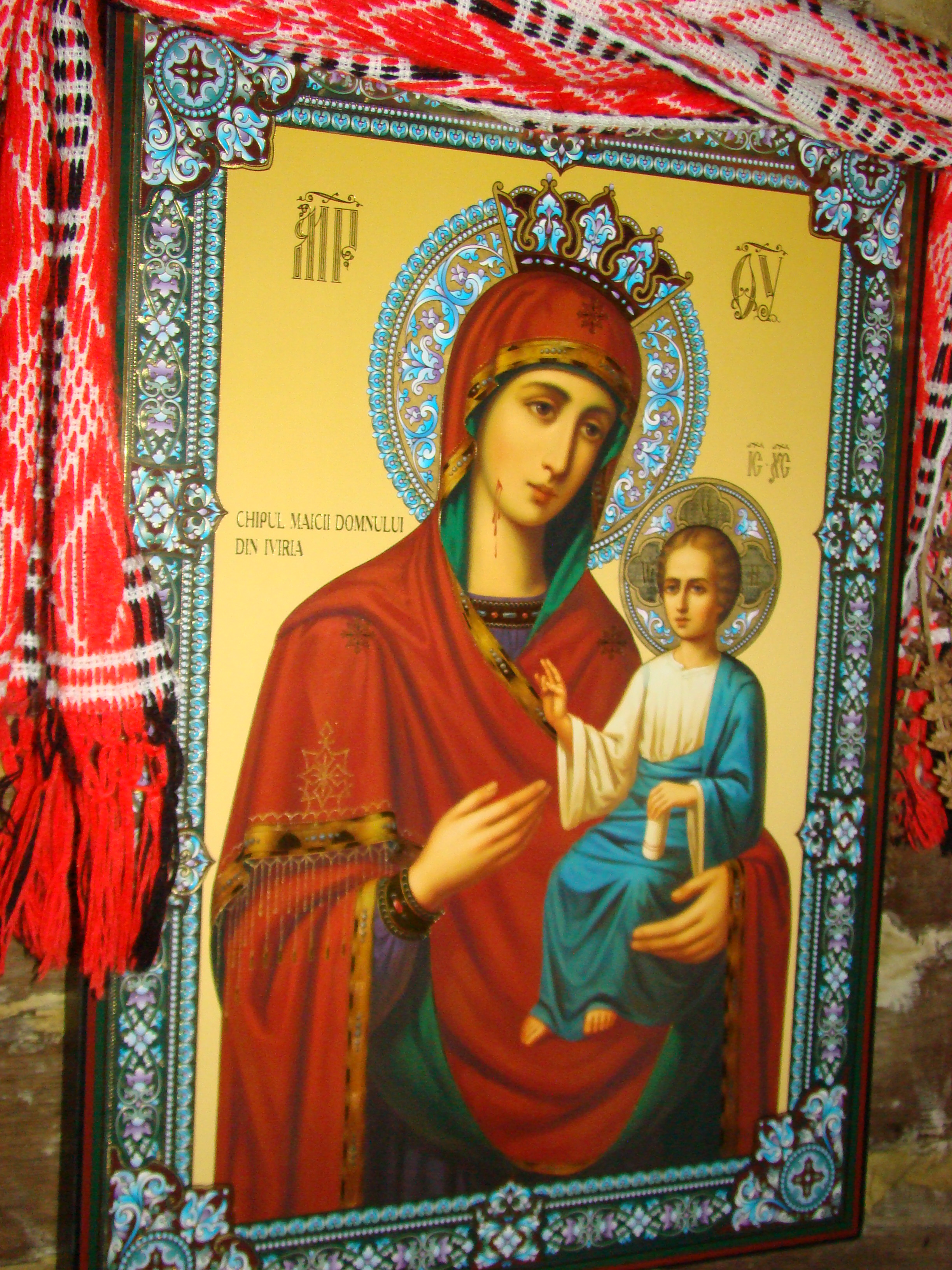
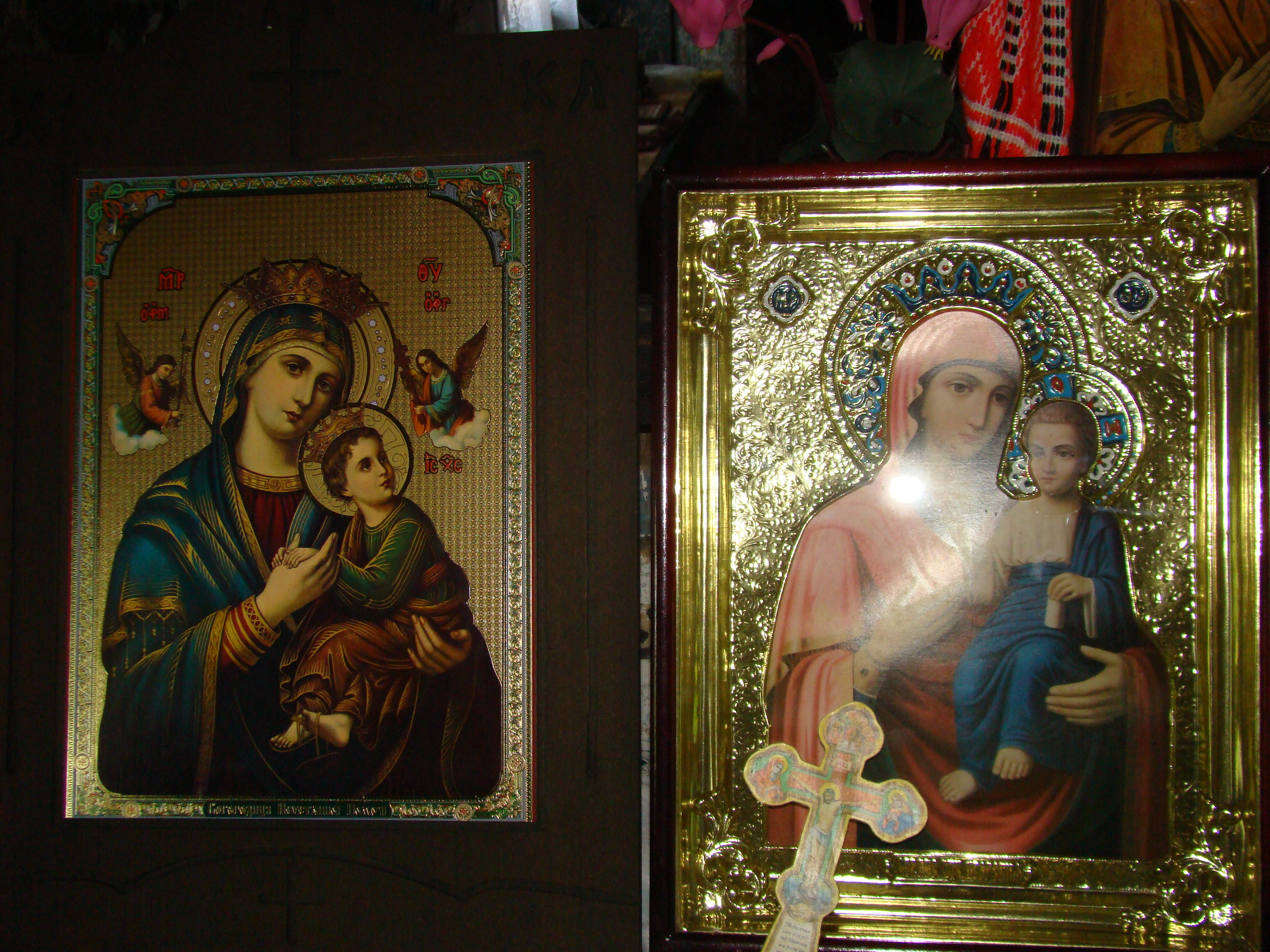
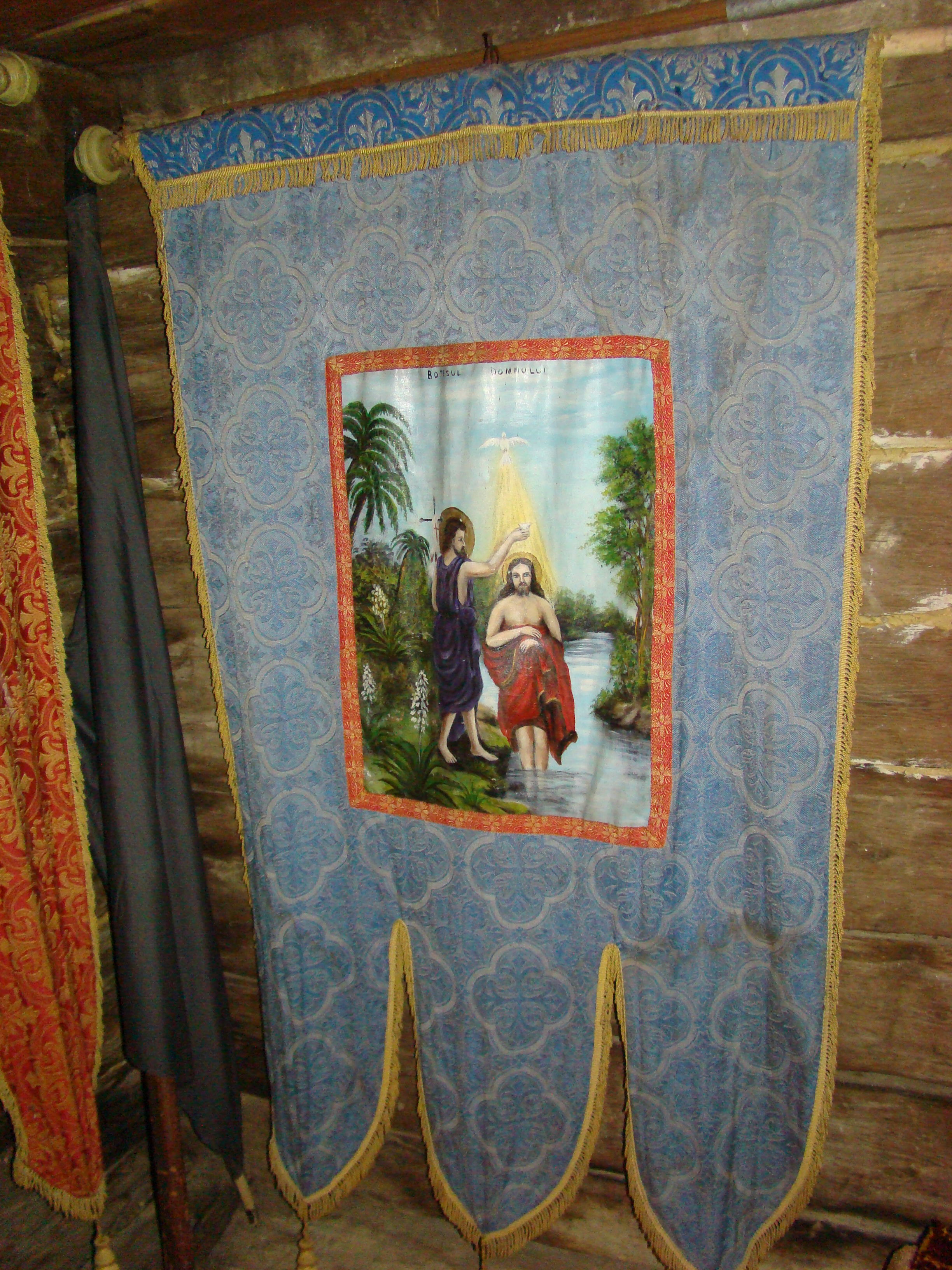
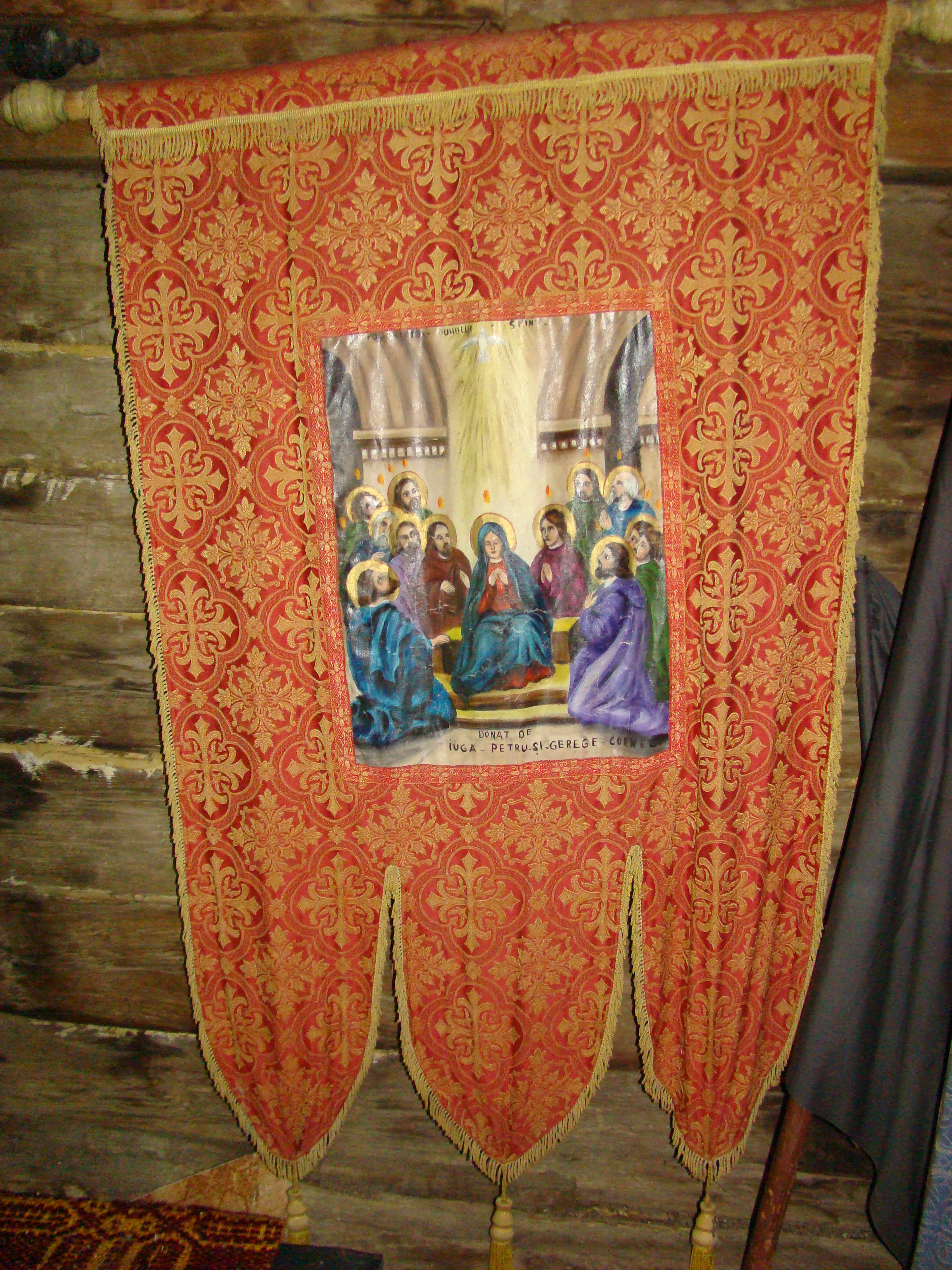
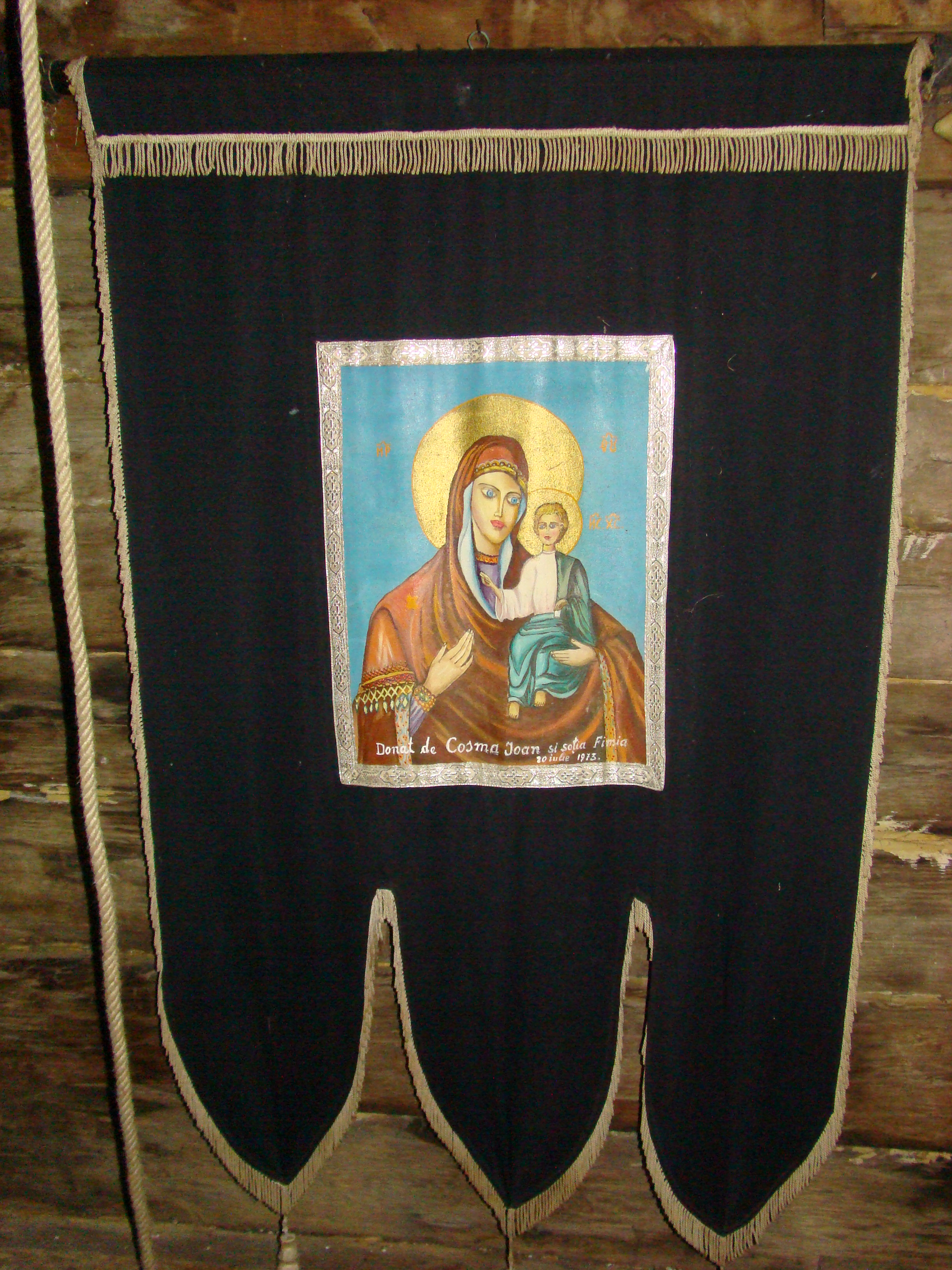
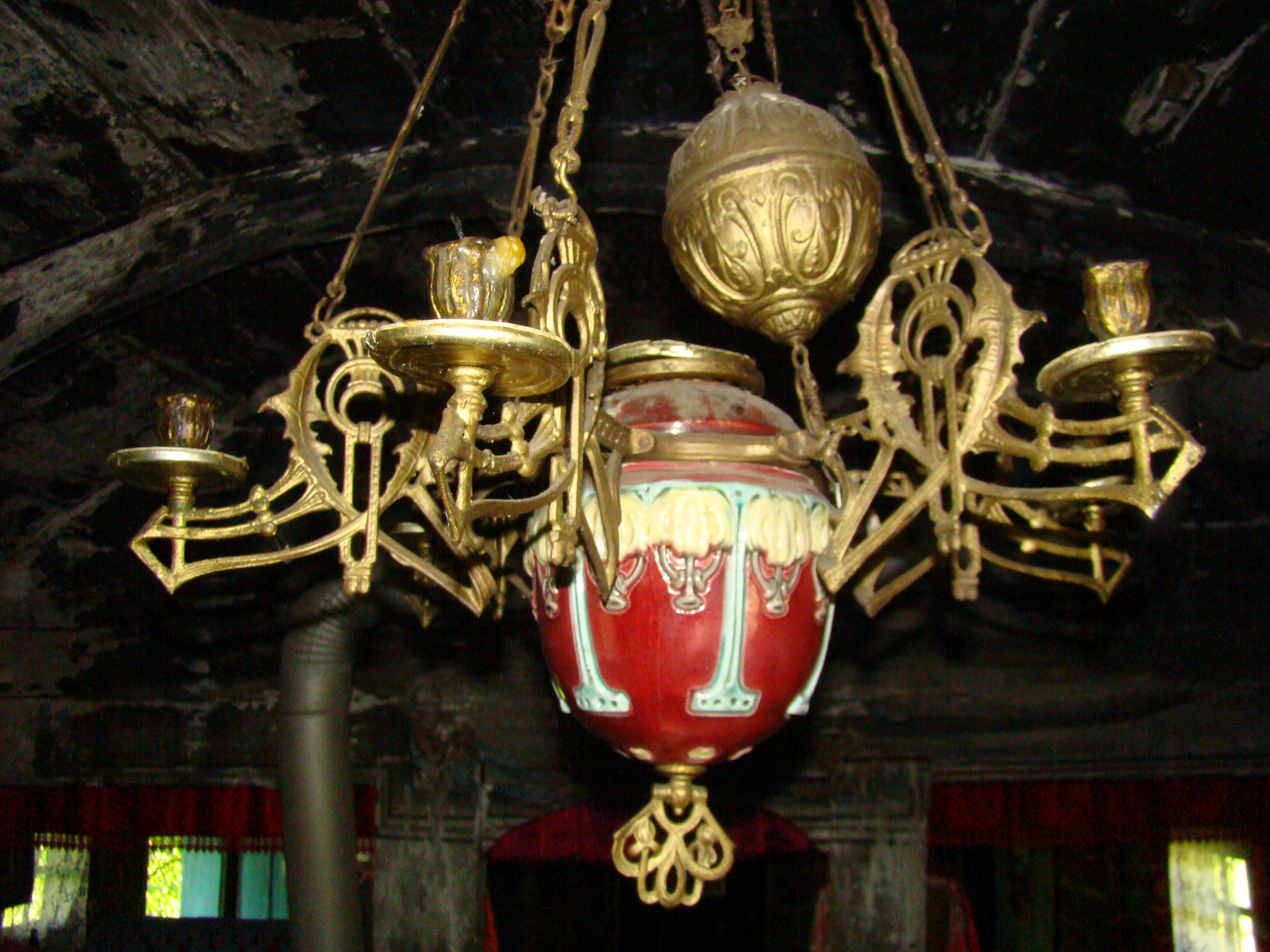
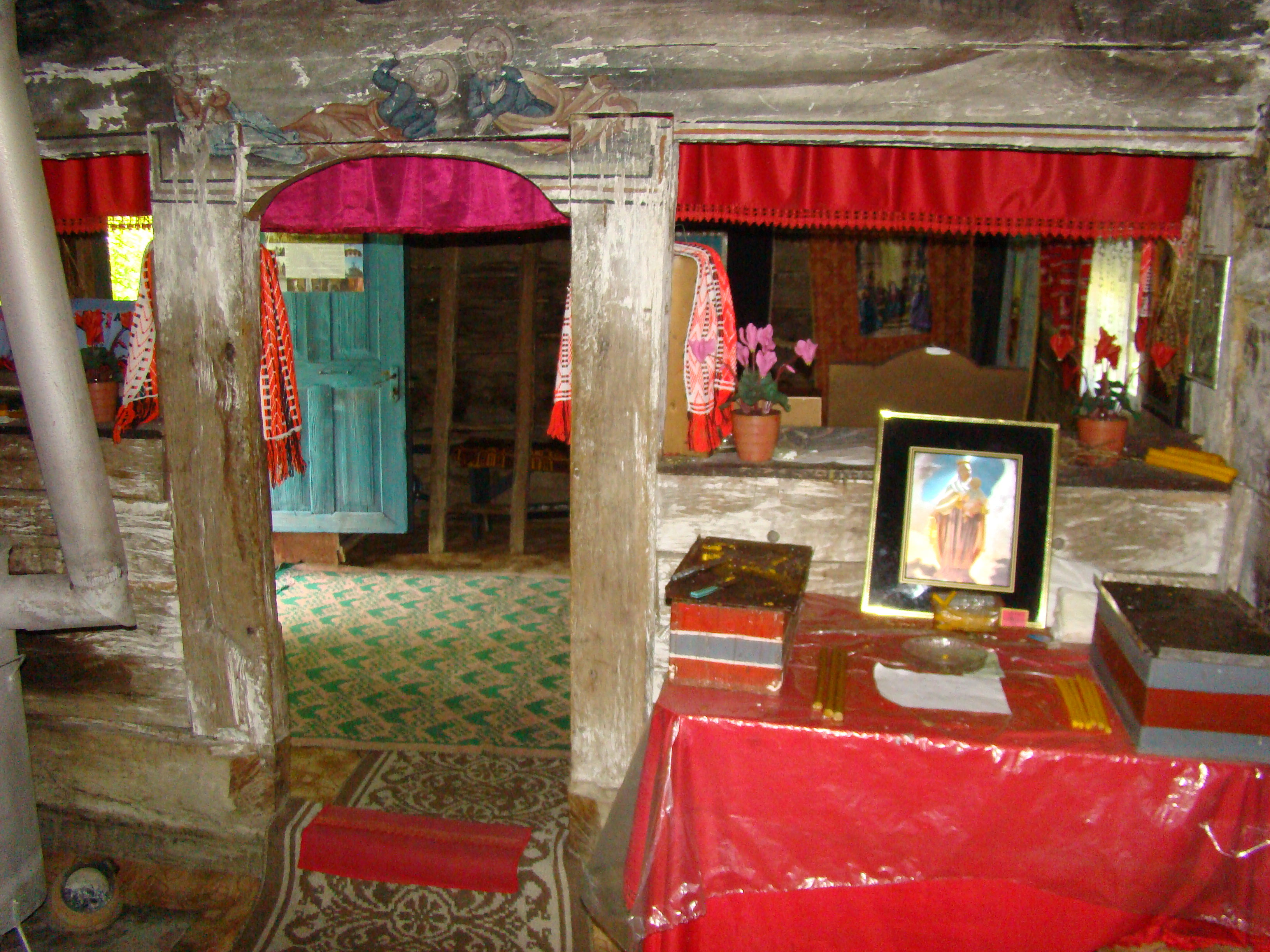
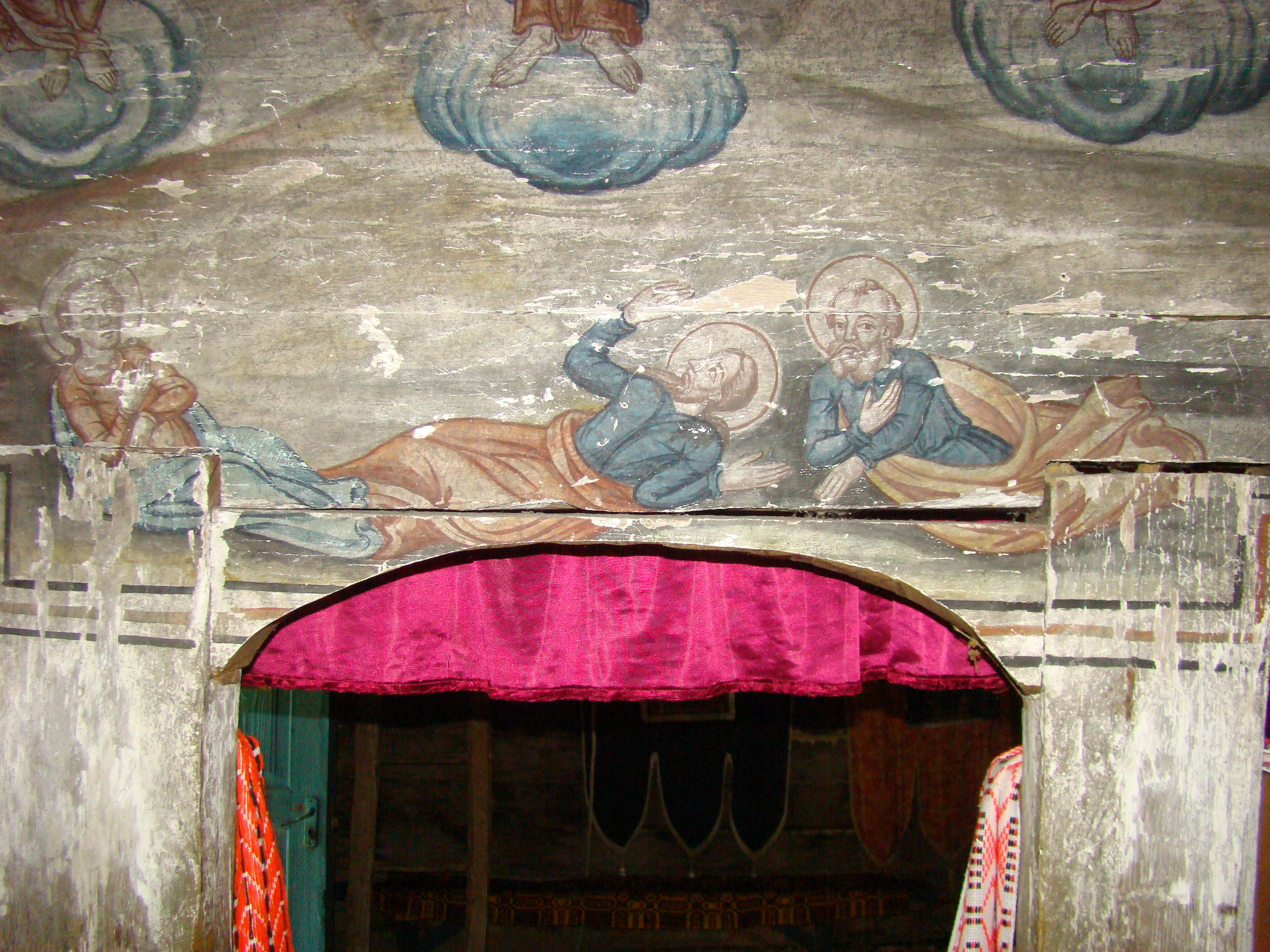
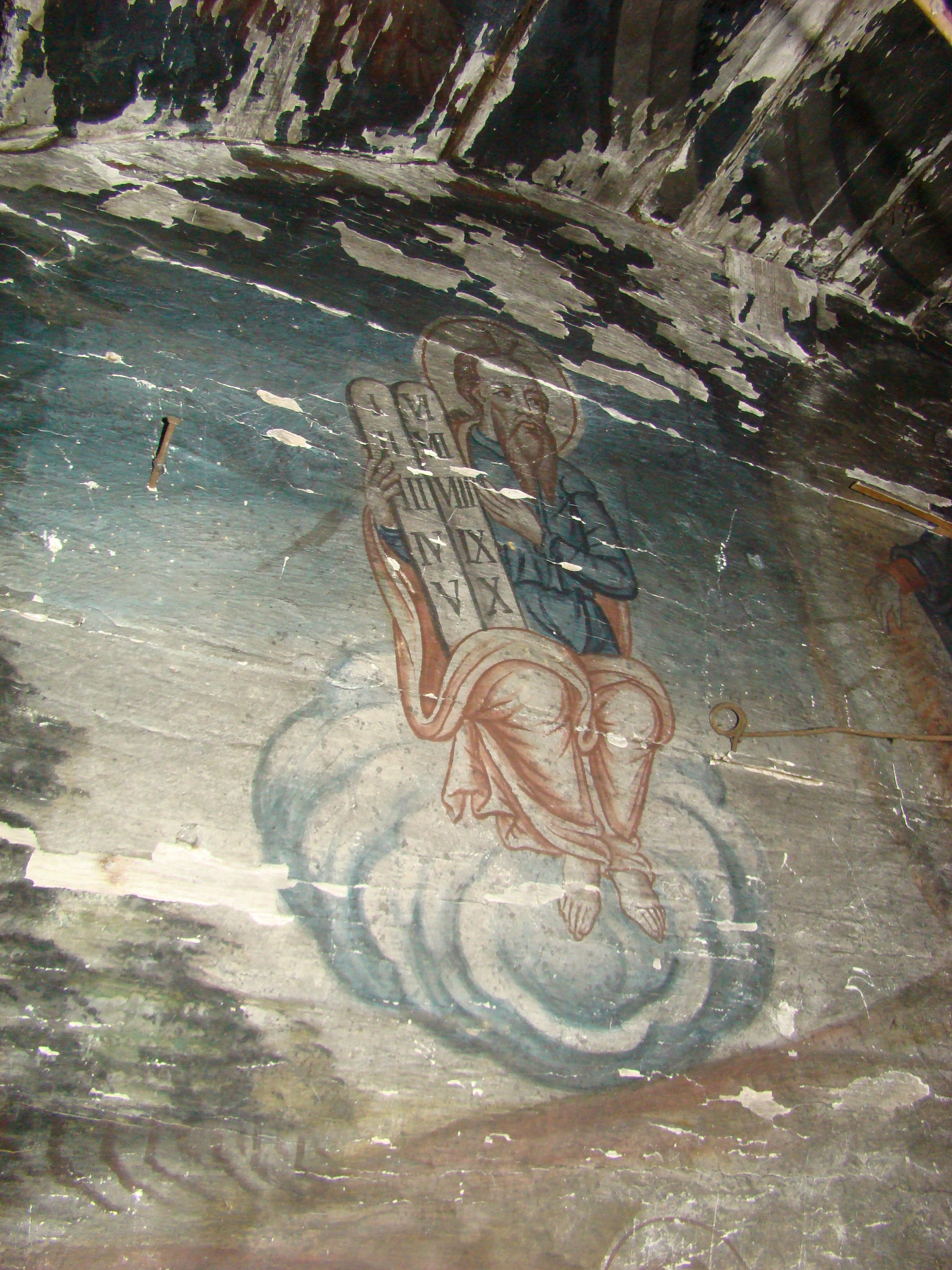
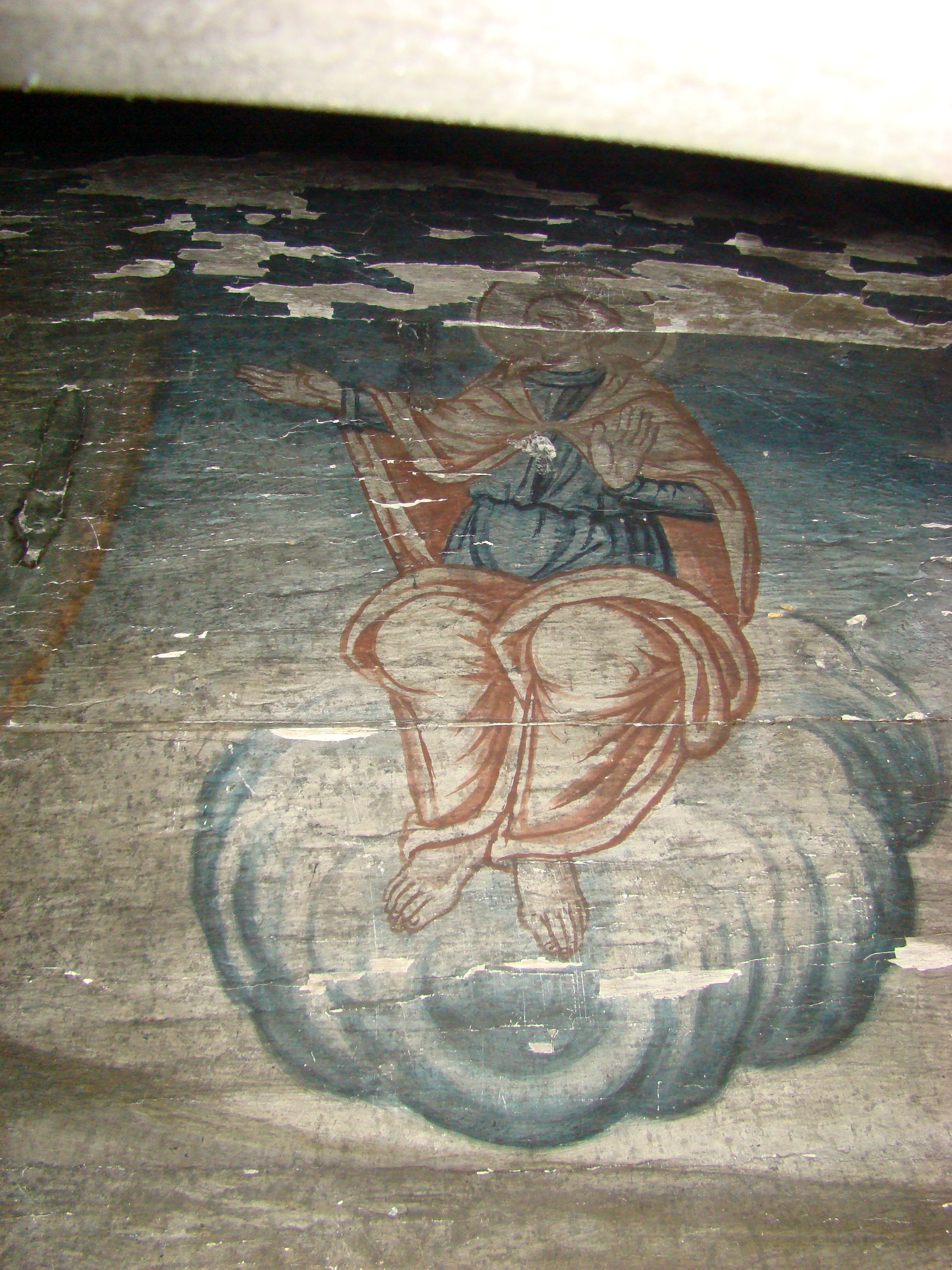
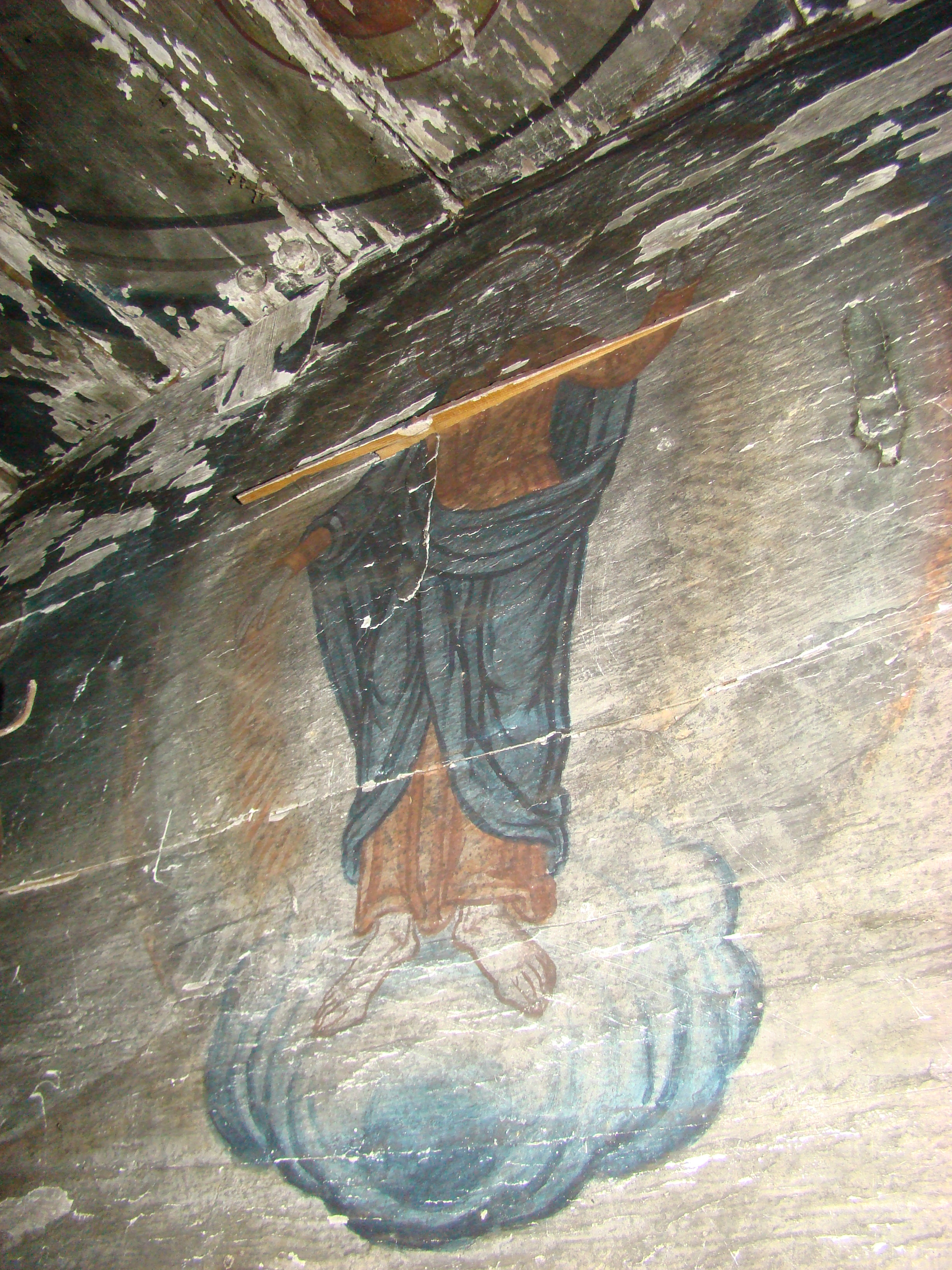
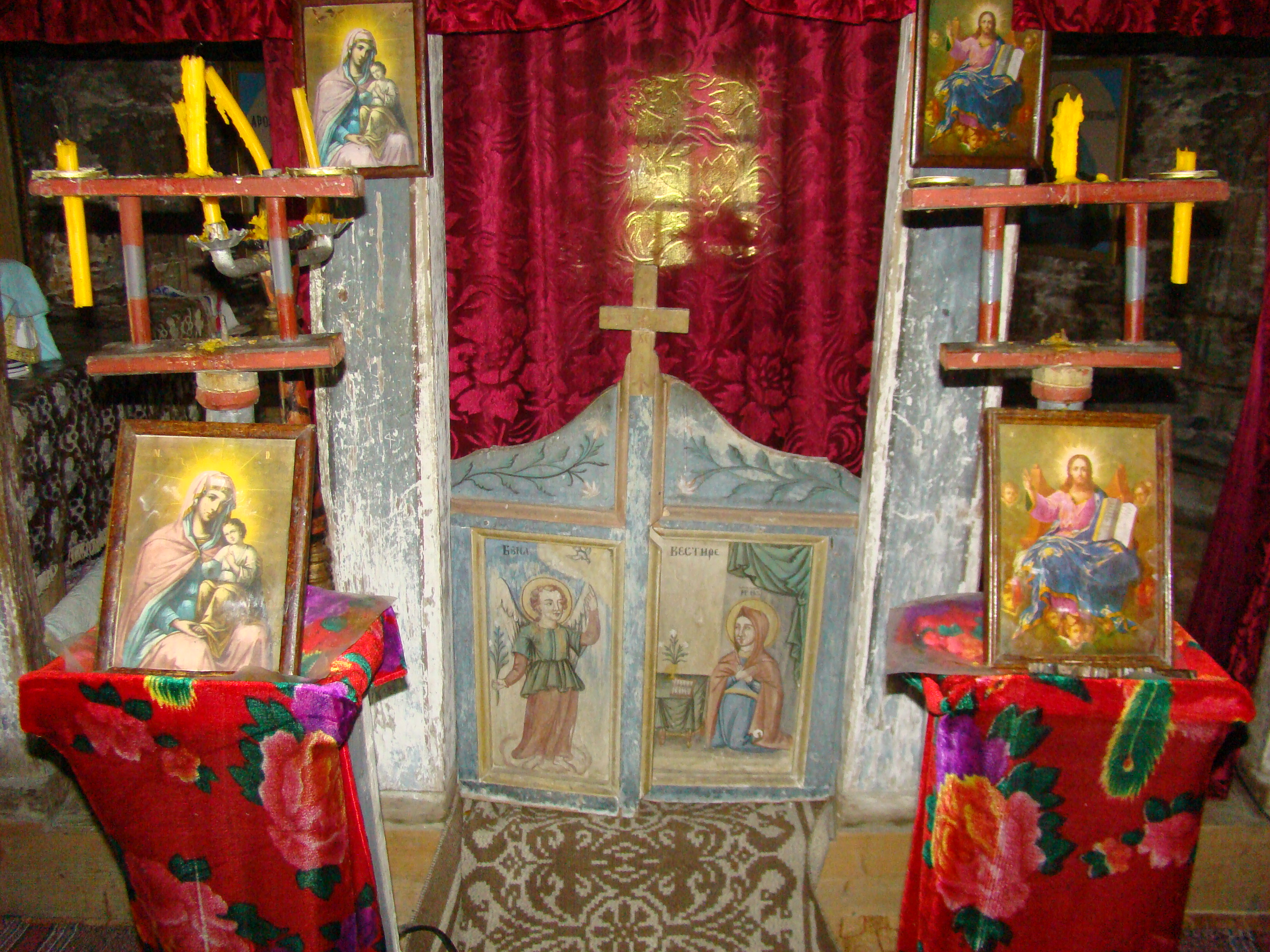
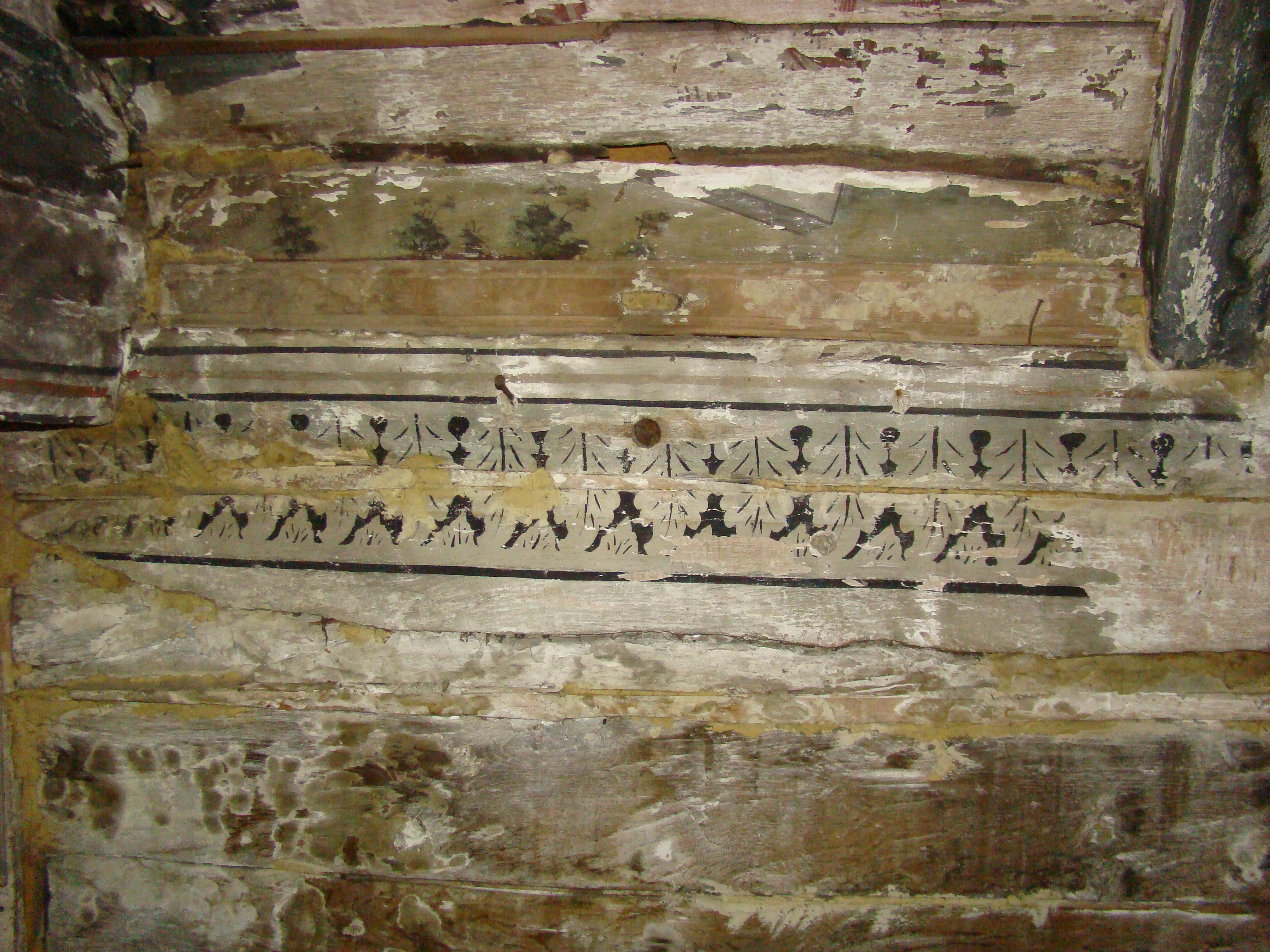
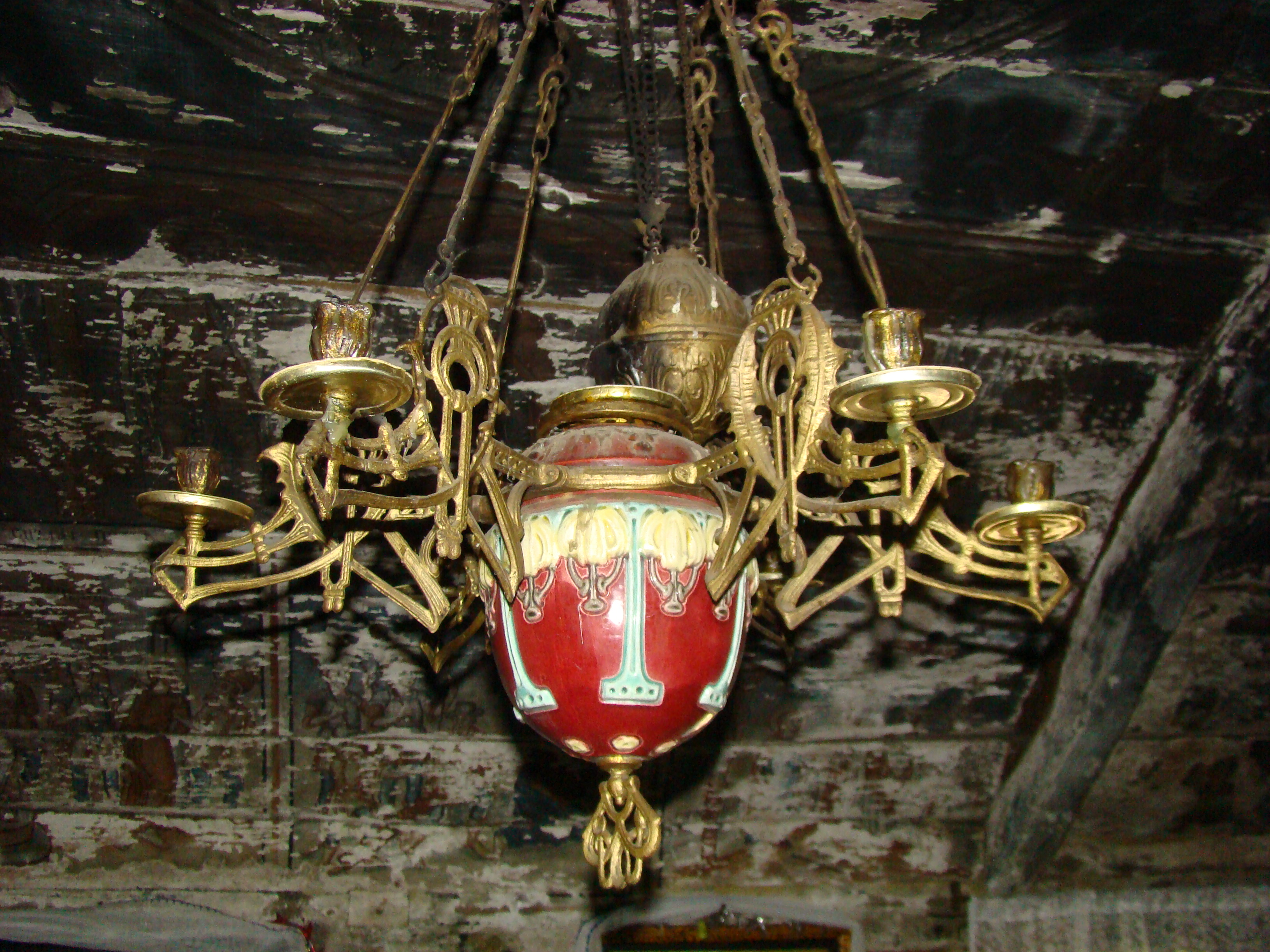
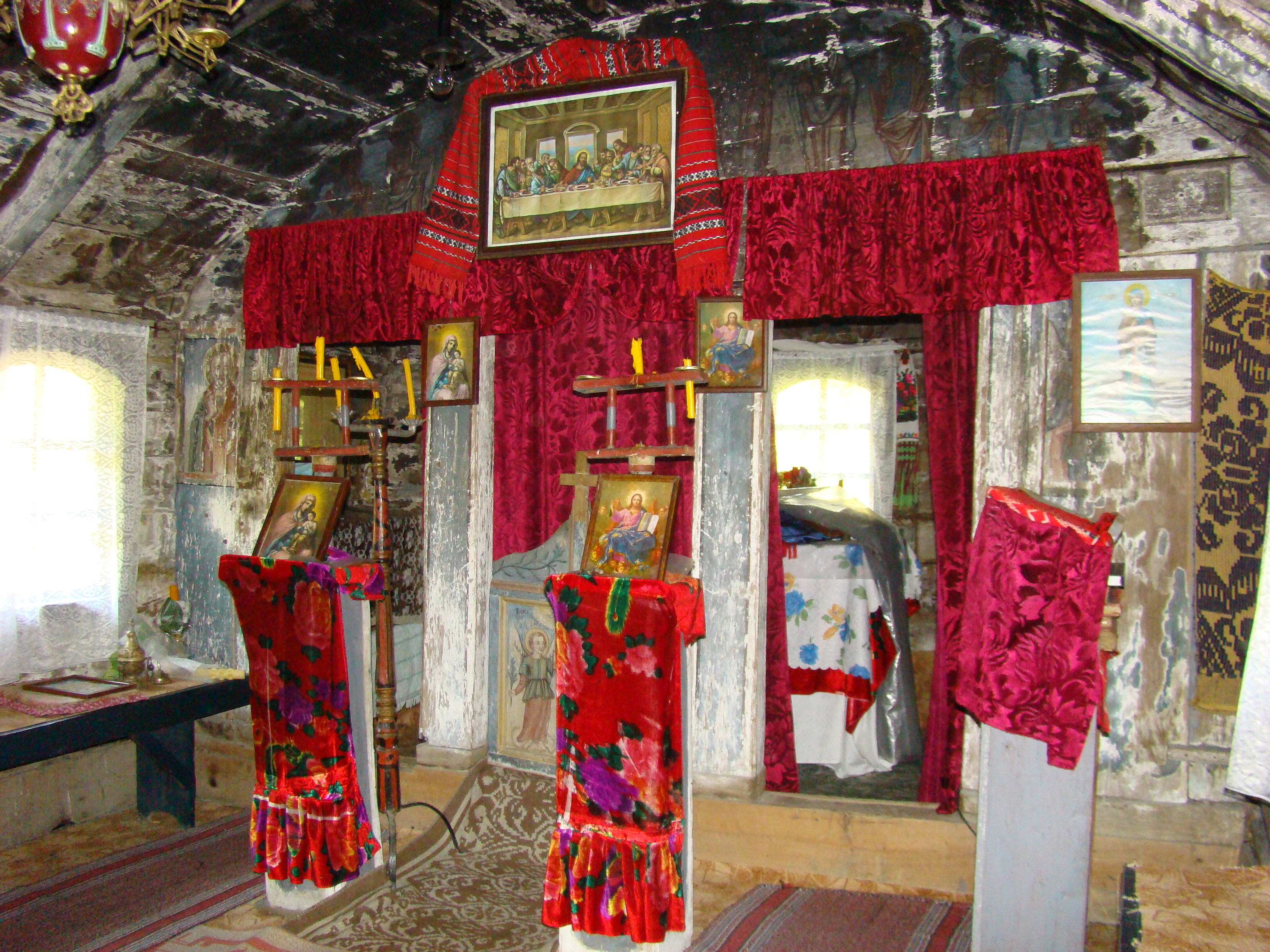
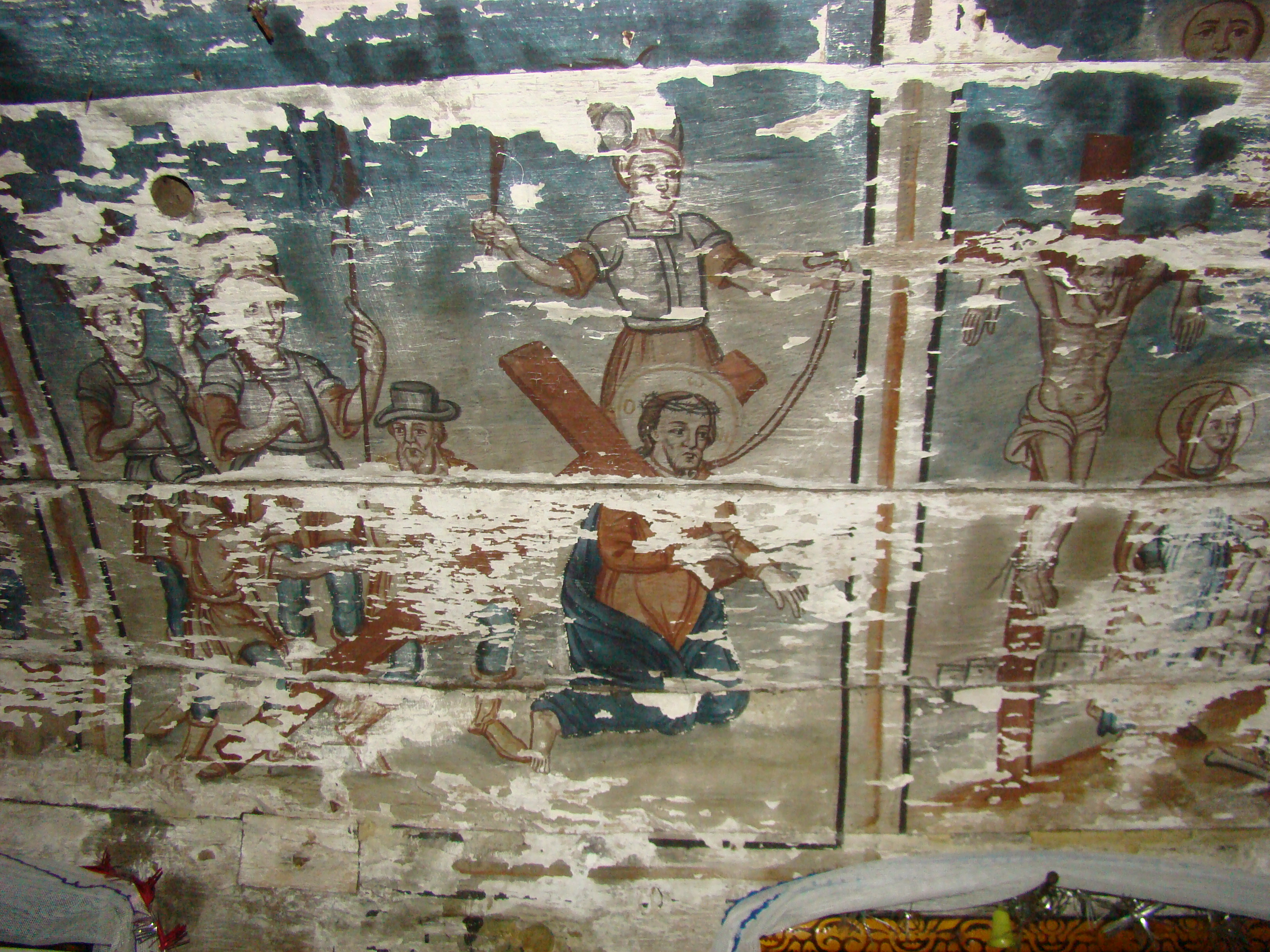
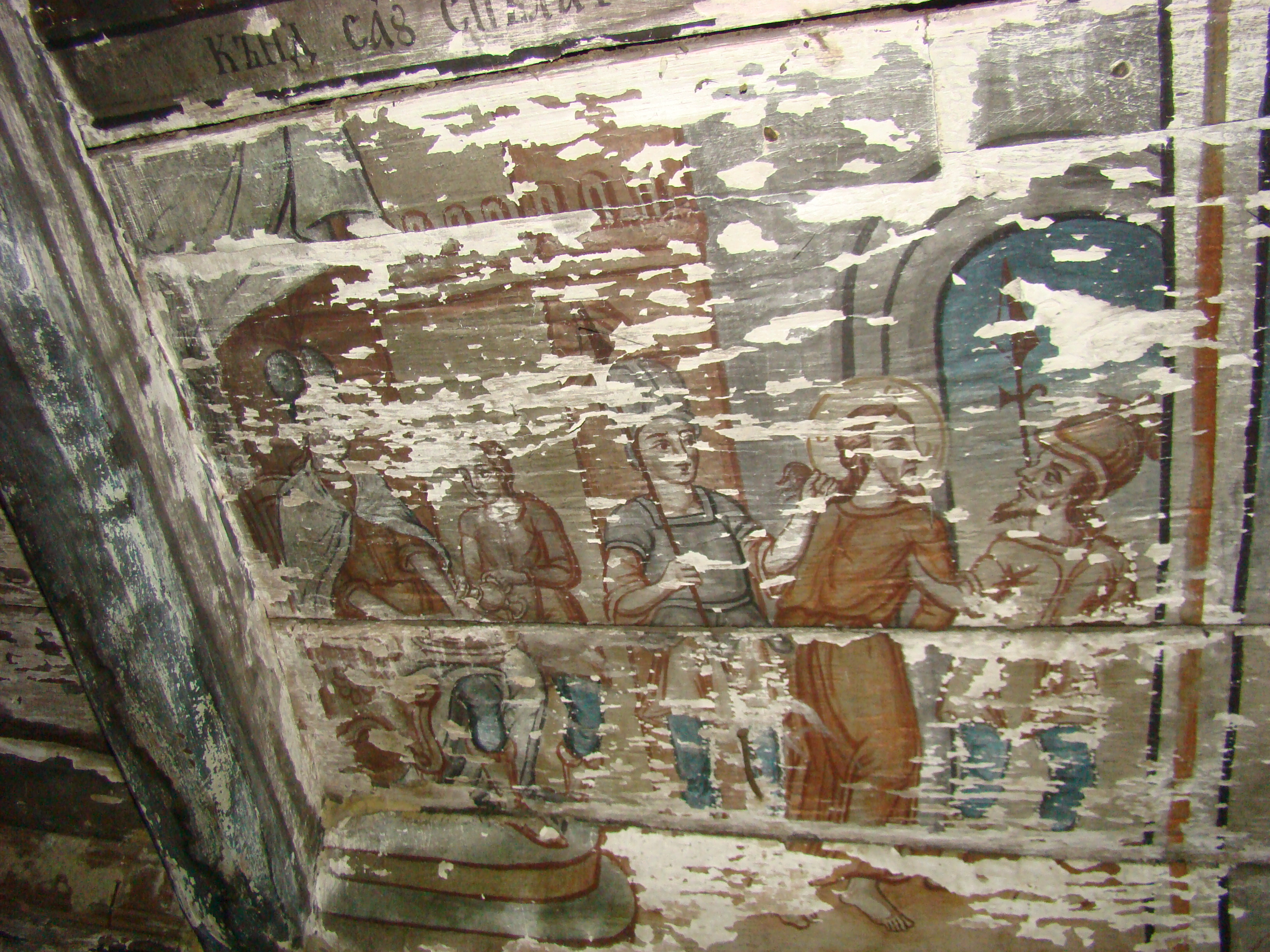
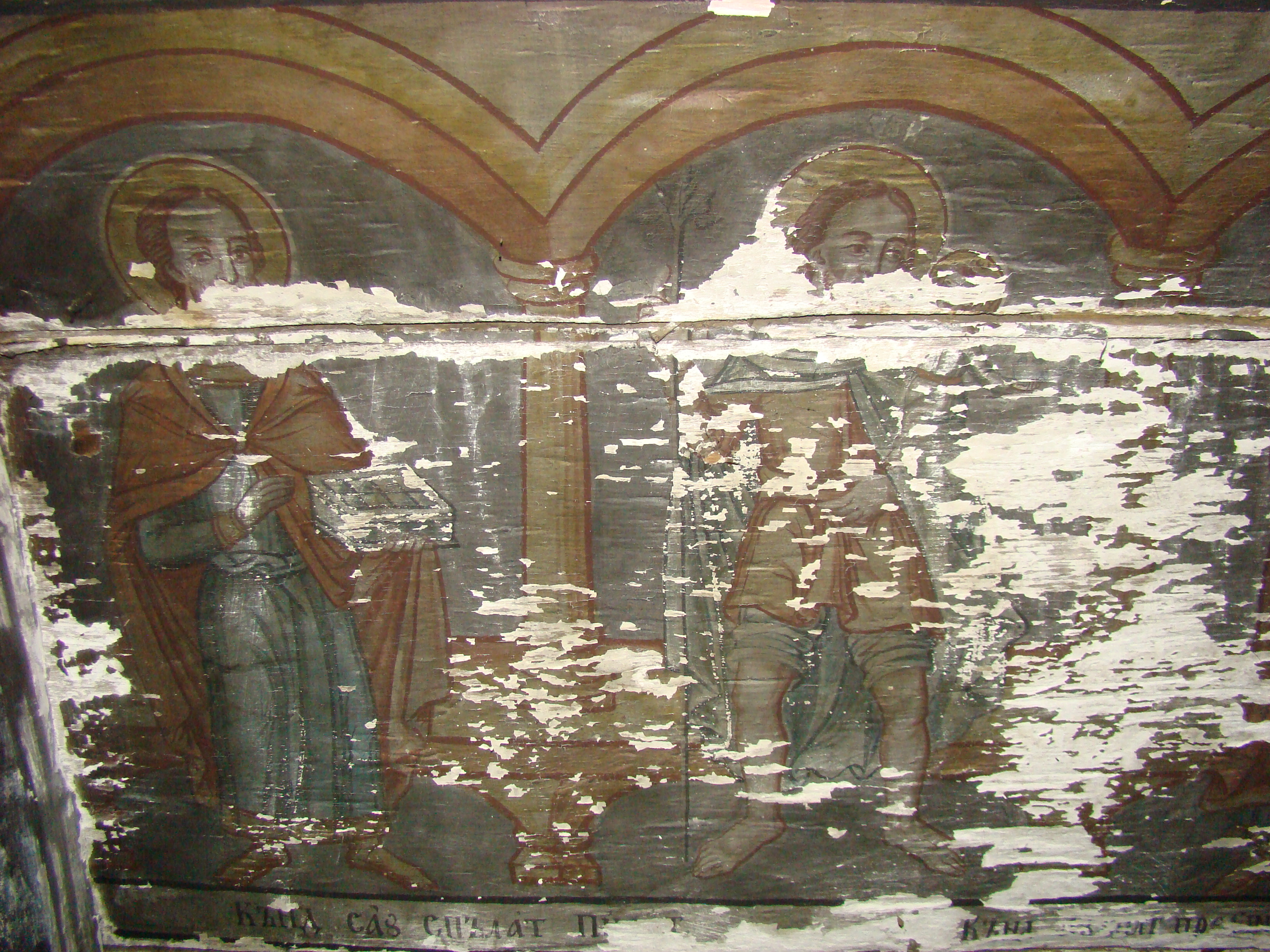
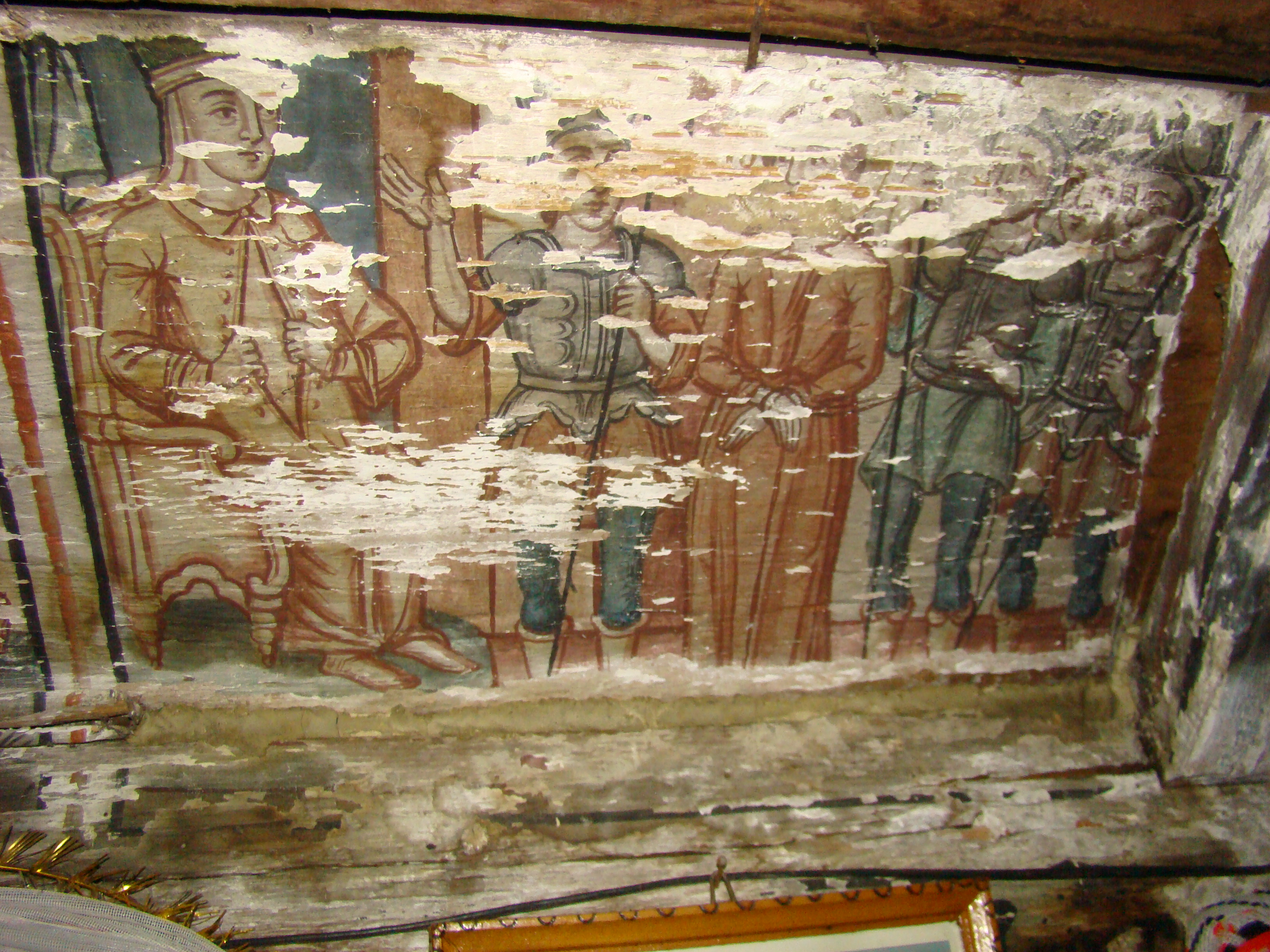
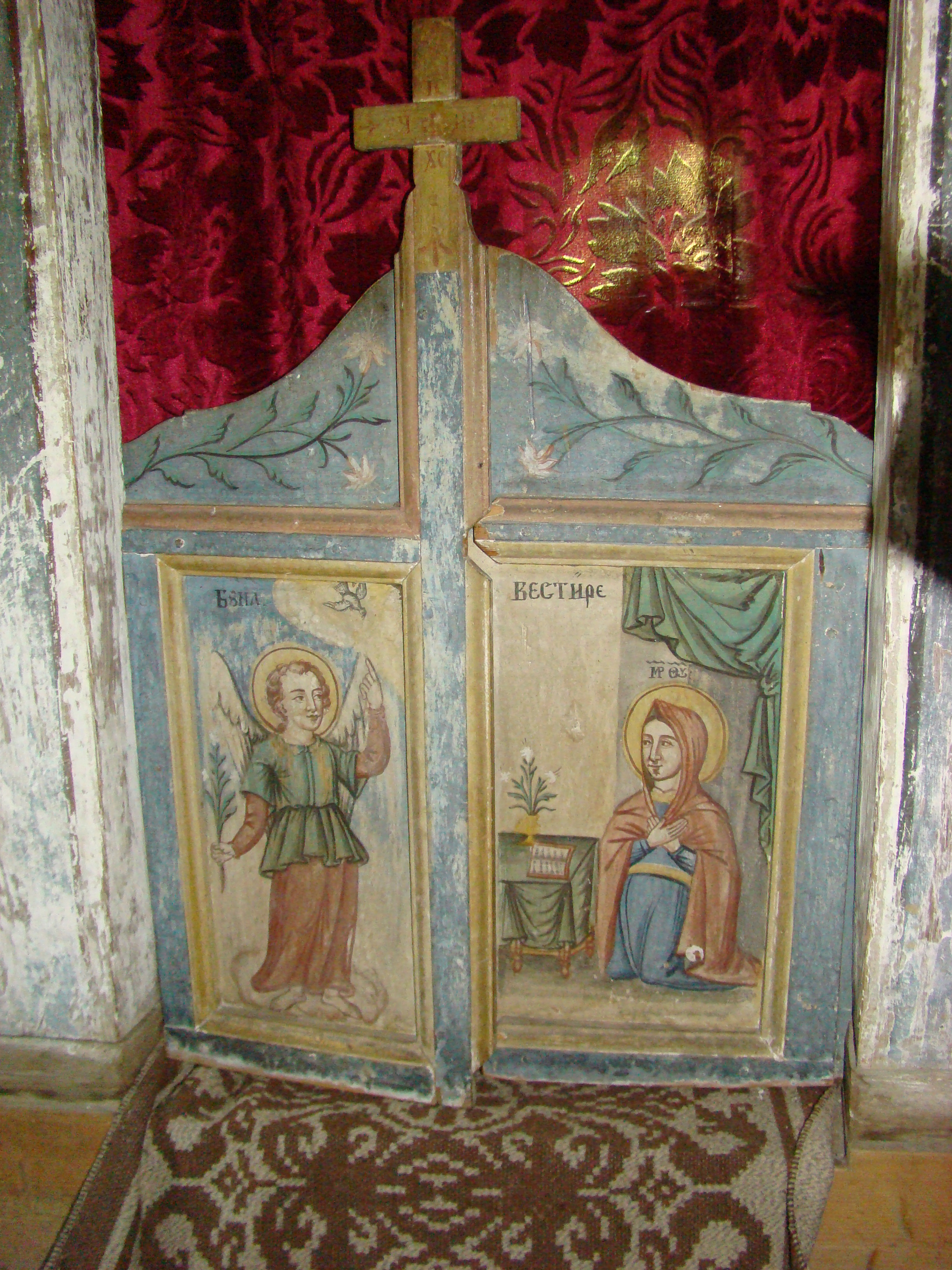
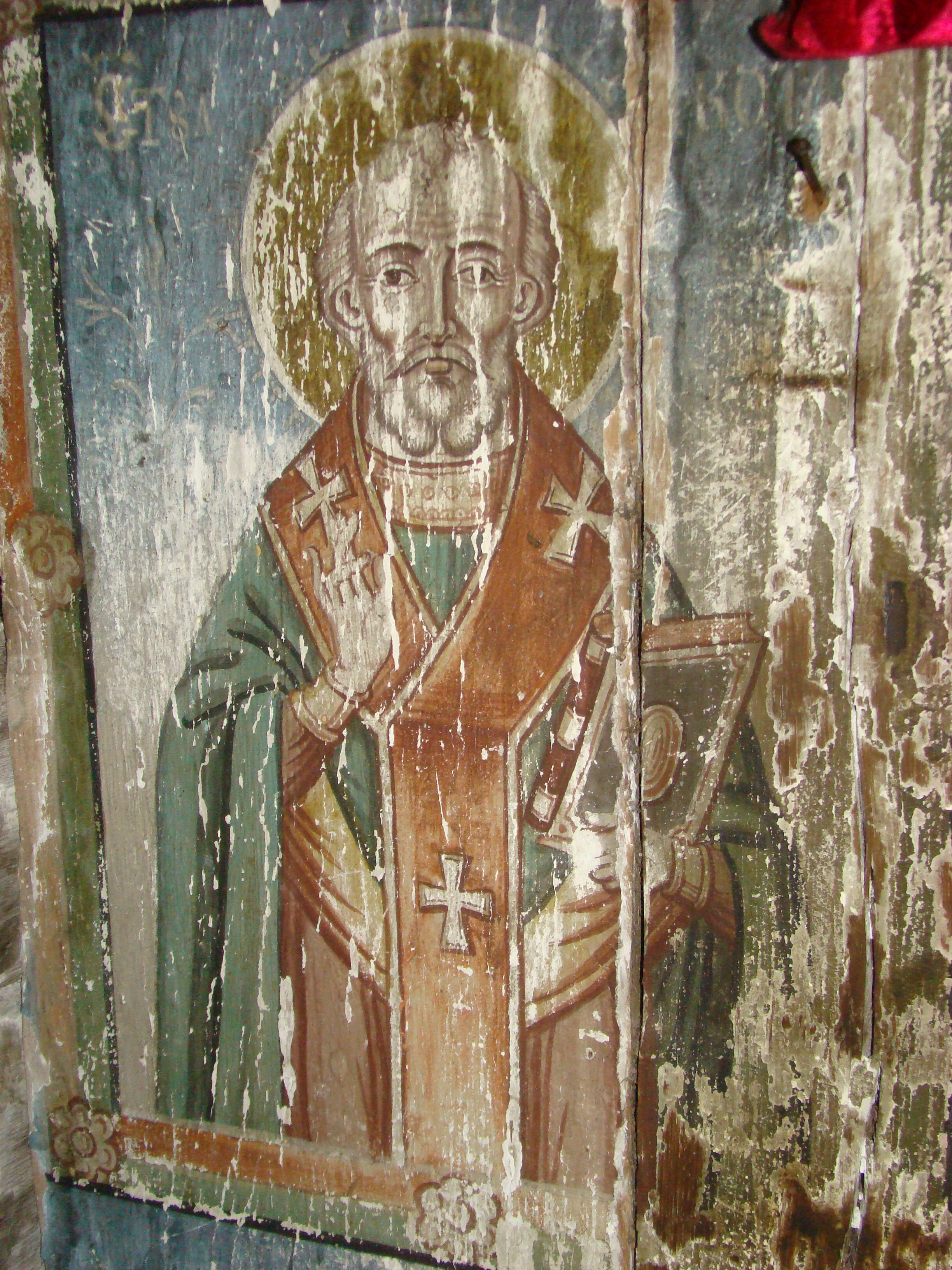
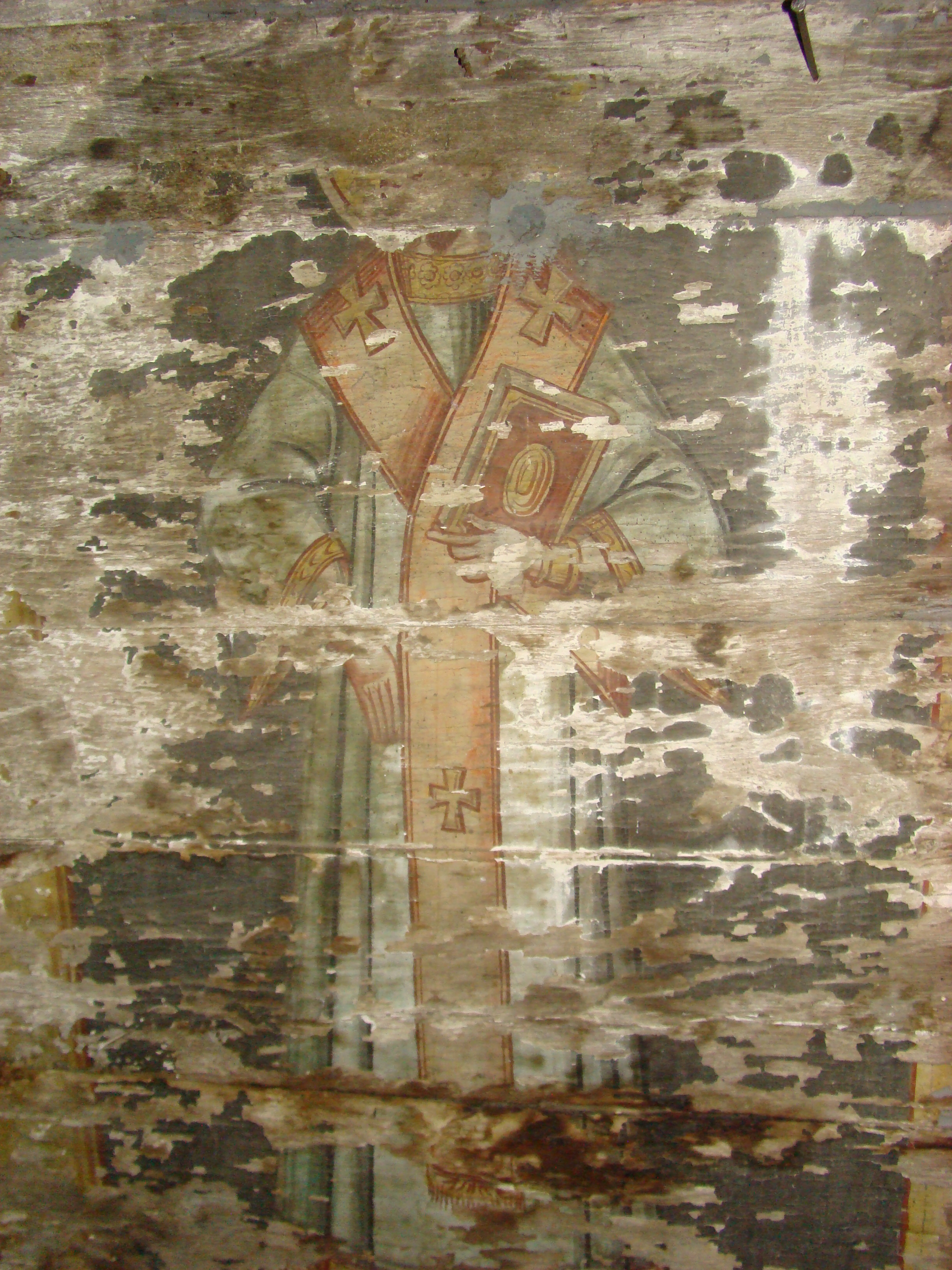
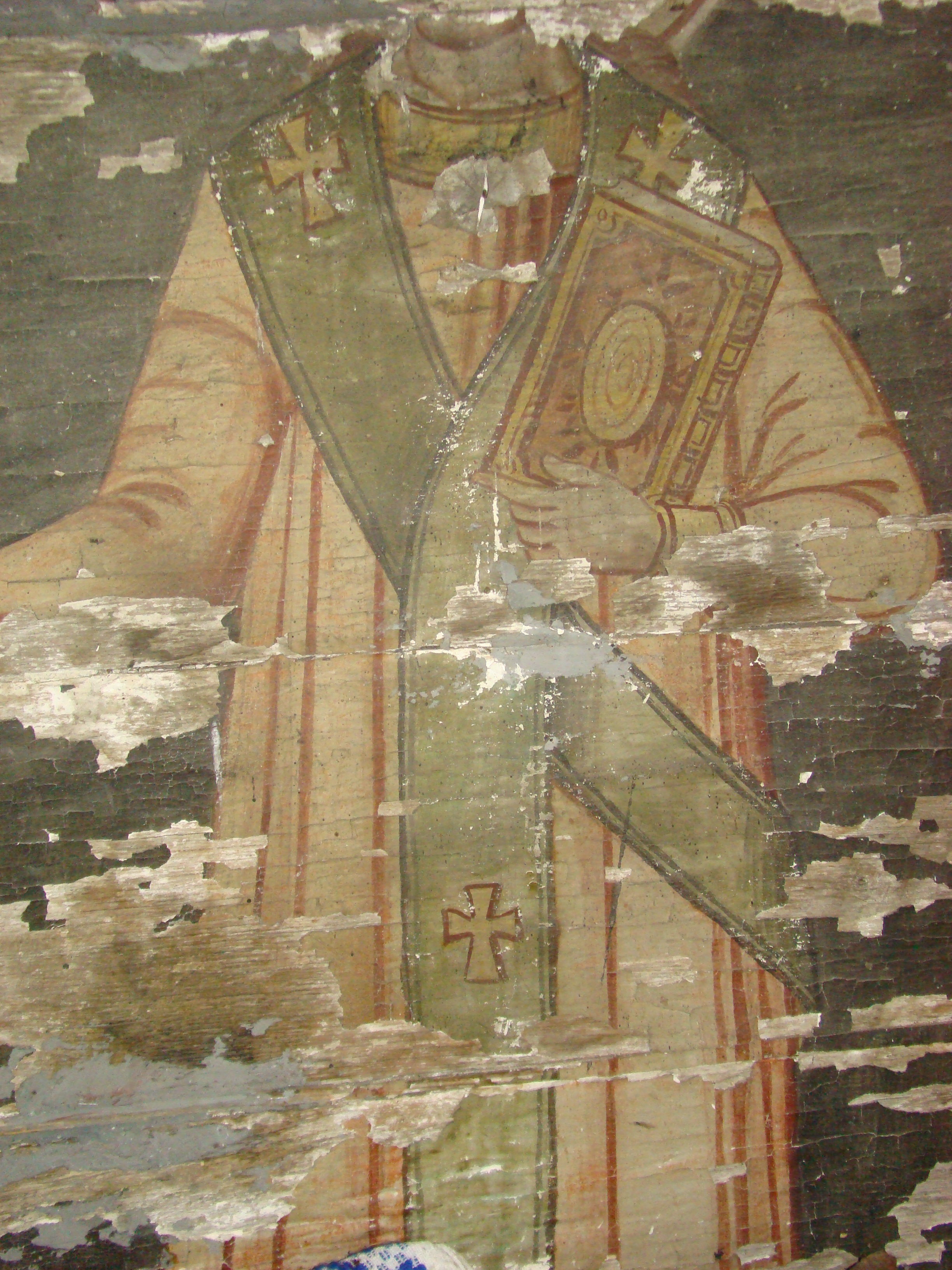
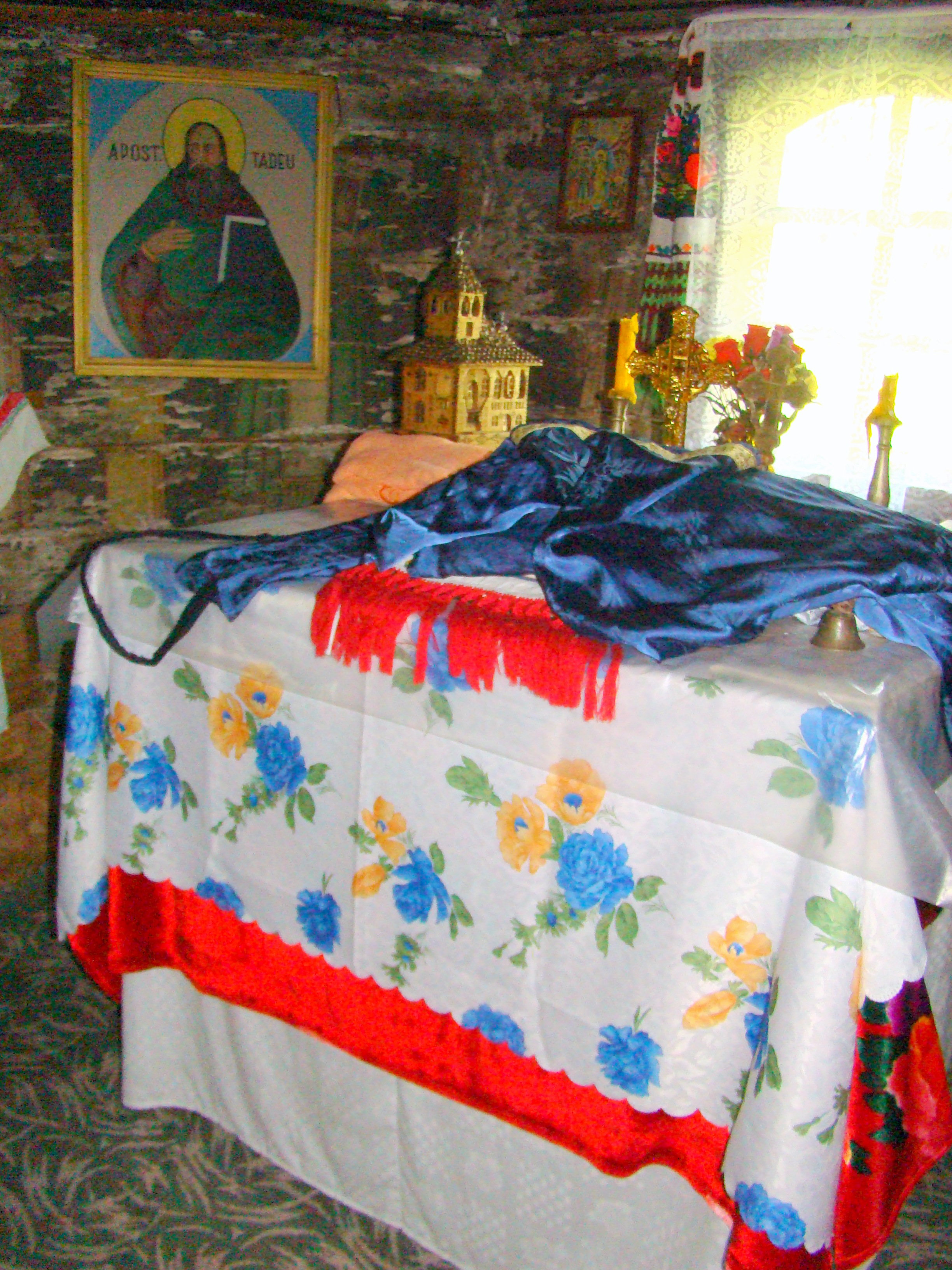